# Deinocheirus mirificus
Deinocheirus (il cui nome significa "terribili braccia" o "braccia mostruose") è un genere estinto di grande dinosauro ornithomimosauro vissuto nel Cretaceo superiore, circa 71-69 milioni di anni fa (Maastrichtiano), nell'attuale Formazione Nemegt, in Mongolia. Il genere Deinocheirus comprende una singola specie, D. mirificus. Il nome dell'animale deriva dai primi fossili rinvenuti nel 1965, che comprendevano un paio di arti anteriori dotati di mani e scapole. Nel 1970, questi fossili divennero l'olotipo dell'unica specie ascritta al genere Deinocheirus: D. mirificus. Il nome, derivato dal greco antico, significa letteralmente "mano orribile", in riferimento alle gigantesche dimensioni delle braccia dell'animale. Per oltre 50 anni non furono ritrovati altri resti fossili attribuibili al genere, e l'anatomia dell'animale rimase un mistero. Tuttavia, nel 2014 vennero scoperti altri due esemplari più completi, che permisero di far luce sulla sua morfologia.
Il Deinocheirus era un ornithomimosauro piuttosto insolito: era il più grande rappresentante del suo clade, raggiungendo 11 metri di lunghezza e un peso di 6,36 tonnellate. Nonostante le dimensioni imponenti, le sue ossa cave, simili a quelle degli uccelli, contrubuivano ad alleggerire il peso dell'animale. Le braccia erano tra le più lunghe tra tutti i dinosauri teropodi bipedi, misurando da sole ben 2,4 metri, e terminavano in grandi artigli smussati. Le gambe, invece, erano relativamente brevi e dotate di tre dita con artigli smussati. Una delle sue caratteristiche più peculiari era un prolungamento delle vertebre neurali, che formavano una sorta di vela o gobba, simile a quella degli attuali cammelli e dromedari. La coda terminava in un pigostilo (un insieme di vertebre fuse all'estremità, simile a quello degli uccelli), suggerendo la possibile presenza di un ventaglio di piume alla sua estremità. Il cranio, invece, era molto diverso da quello degli altri ornithomimosauri: misurava circa 1,024 metri di lunghezza e presentava un'anatomia simile a quella di un adrosauro.
La classificazione del Deinocheirus è stata a lungo dibattuta e incerta: inizialmente l'animale fu interpretato come un teropode carnivoro appartenente al gruppo dei carnosauri. Tuttavia, le somiglianze con la famiglia degli ornithomimosauri vennero rapidamente notate dai paleontologi. Di conseguenza, il Deinocheirus fu successivamente classificato come un ornithomimosauro primitivo, strettamente imparentato con i generi più piccoli Garudimimus e Beishanlong, con cui fu raggruppato nella nuova famiglia dei Deinocheiridae. A differenza degli altri ornithomimosauri, i membri di questa famiglia non erano adattati alla corsa. Dopo la sua riclassificazione come ornithomimosauro, il Deinocheirus fu consiserato un animale onnivoro. Tuttavia, la sua dieta rimane in parte un mistero: la forma del cranio suggerisce una dieta prevalentemente erbivora, ma all'interno dello stomaco di un esemplare sono state ritrovate scaglie di pesce insieme a gastroliti. Questo rinvenimento rafforza l'ipotesi che fosse onnivoro e che probabilmente utilizzasse i gastroliti per macinare il cibo nello stomaco. I grandi artigli delle mani potrebbero essere stati usati per scavare nei fondali dei fiumi o per raccogliere piante. Nonostante il suo arsenale di difesa e la sua imponente stazza, il Deinocheirus non era invulnerabile. Infatti, segni di morsi sulle ossa di un esemplare sono stati attribuiti al contemporaneo tirannosauride Tarbosaurus.

## Descrizione

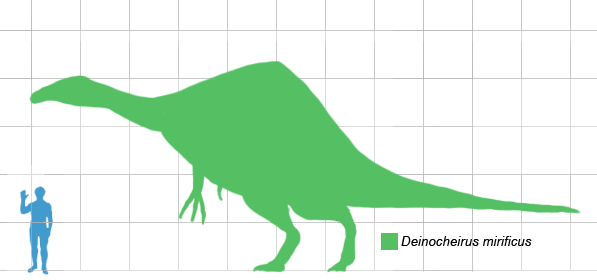
Dimensioni di D. mirificus, in confronto ad un uomo. Ogni segmento della griglia rappresenta un metro quadro.

Il Deinocheirus è il più grande ornithomimosauro mai scoperto e uno dei più grandi teropodi conosciuti, nonché uno dei più alti. L'esemplare più grande noto raggiunge una lunghezza di 11 metri e un peso stimato di 6,36 tonnellate. Gli altri due esemplari conosciuti sono più piccoli: l'olotipo è circa il 6% più piccolo rispetto all'esemplare più grande, mentre il più piccolo, un subadulto, ha dimensioni pari al 74% di quelle del più grande. Quando si conoscevano solo le braccia dell'animale, erano state proposte varie stime dimensionali basate su diversi metodi di calcolo. Uno studio del 2010 aveva stimato che l'altezza all'anca del Deinocheirus fosse compresa tra 3,3 e 3,6 metri. Il peso, invece, era stato stimato in un range compreso tra 2 tonnellate e 12 tonnellate. Queste stime si basavano su confronti con i tirannosauridi, una famiglia di dinosauri dalla corporatura diversa e caratterizzati da braccia molto più piccole rispetto alle loro dimensioni corporee.

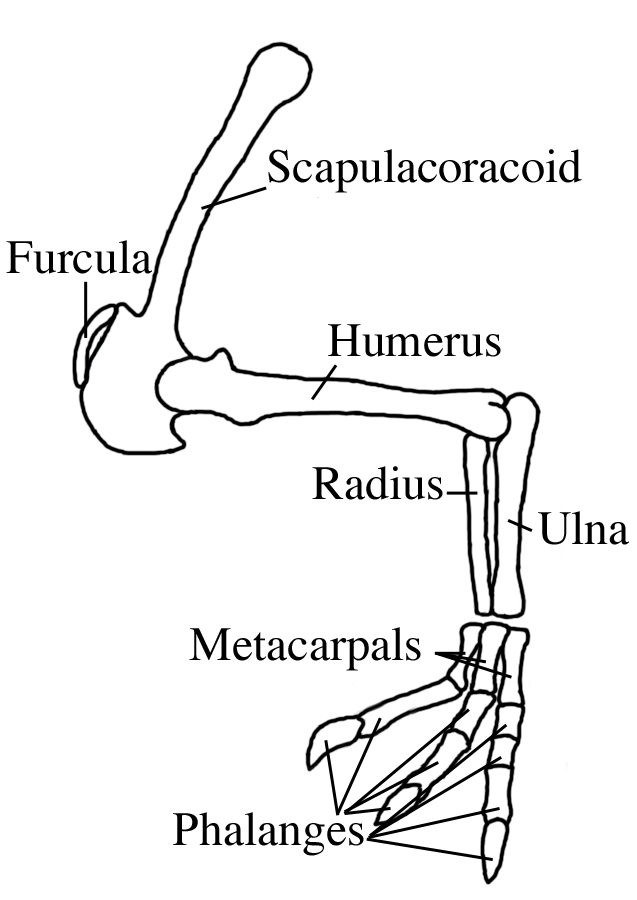
Diagramma delle ossa del braccio del Deinocheirus

Sia il Deinocheirus sia il therizinosauride Therizinosaurus possedevano gli arti anteriori più lunghi tra tutti i teropodi noti. Gli arti anteriori dell'esemplare olotipico misurano ben 2,4 metri; l'omero (osso superiore del braccio) era lungo circa 93,8 cm, l'ulna circa 68,8 cm, mentre l'intera mano dell'animale raggiungeva circa 77 cm, con artigli ricurvi di 19,6 cm. Ogni scapulocoracoide del cingolo scapolare misurava 1,53 metri, mentre le metà accoppiate dei ceratobranchiali misuravano circa 42 cm. La scapola era lunga e stretta, con un prominente stemma deltopectorale di forma triangolare. L'omero era relativamente sottile e leggermente più lungo della mano. Ulna e radio erano allungati e non collegati saldamente da una sindesmosi. Il metacarpo era piuttosto allungato rispetto alle dita, che erano di lunghezza grossomodo simile: il primo dito era il più robusto, mentre il secondo il più lungo. Diversi segni e impressioni ossee sugli arti anteriori indicano la presenza di potenti muscoli. La maggior parte delle superfici articolari delle ossa del braccio presentava profonde solcature, suggerendo che l'animale avesse spesse pastiglie di cartilagine tra le articolazioni. Sebbene le braccia del Deinocheirus fossero enormemente sviluppate, il loro rapporto con il resto del corpo era inferiore rispetto a quello dell'ornithomimosauro Ornithomimus, ma simile in proporzione a quelle del piccolo teropode Compsognathus. La furcula (osso dei desideri), un elemento poco conosciuto negli ornithomimosauri, era a forma di U. Gli arti posteriori del Deinocheirus erano relativamente brevi. Il femore (osso della coscia) era più lungo della tibia, come accade comunemente negli animali di grossa taglia. Il metatarso era più corto e dotato di un arctometatarso, come nella maggior parte degli altri teropodi. Gli artigli dei piedi erano smussati e a punta larga, anziché conici come quelli della maggior parte dei teropodi. Le proporzioni delle ossa delle gambe ricordavano quelle dei tirannosauri, a causa del peso significativo che dovevano sostenere.

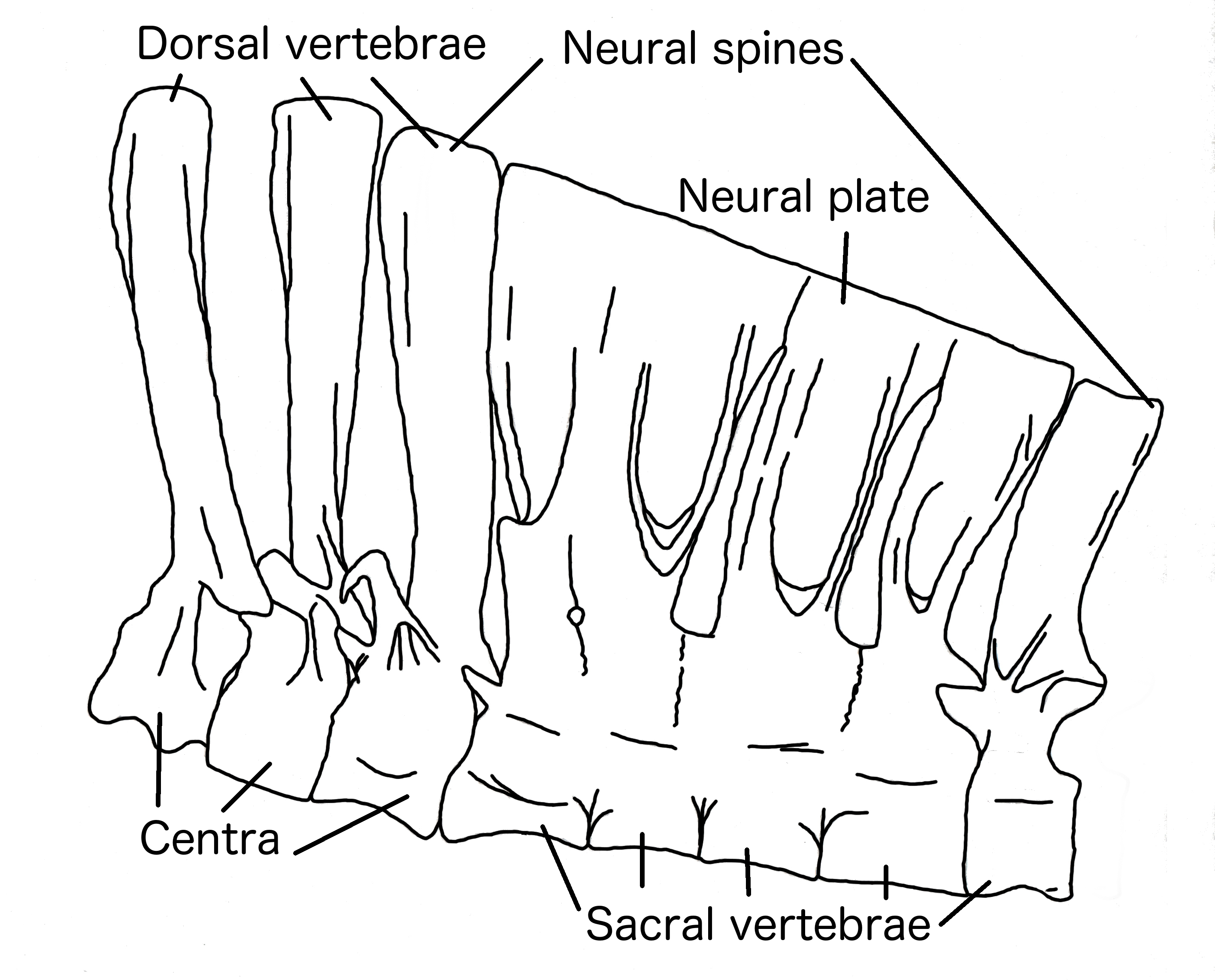
Diagramma delle vertebre dorsali che componevano la "vela" del Deinocheirus.

Nonostante il Deinocheirus fosse un animale gigantesco e massiccio, le sue costole dorsali erano alte e relativamente semplici, indicando che il corpo era relativamente stretto. Le dieci vertebre del collo erano basse e lunghe, diventando progressivamente più corte verso il cranio, conferendo al collo una caratteristica curvatura a S tipica degli ornithomimosauri, influenzata dalle proporzioni del cranio. Le spine neurali delle dodici vertebre dorsali diventavano gradualmente più alte, con l'ultima che era circa 8,5 volte l'altezza della parte centrale della vertebra. Questo rapporto è comparabile a quello delle spine neurali del gigantesco teropode Spinosaurus. Le spine neurali del Deinocheirus presentavano un sistema di legamenti, che probabilmente servivano a sostenere l'addome, collegandolo ai fianchi e alle zampe posteriori. Nel complesso, queste spine neurali formavano una sorta di "vela" o una gobba adiposa, che si estendeva dalla metà della schiena fino alla base della coda, molto simile a quella osservata in Spinosaurus.
Tutte le vertebre del Deinocheirus erano ampiamente pneumatizzate da sacche d'aria, eccetto l'osso atlante e l'ultima vertebra della coda, ed erano collegate al sistema respiratorio. Le vertebre dorsali erano pneumatizzate in modo simile a quelle dei sauropodi, presentando un ampio sistema di depressioni. Questi adattamenti sono probabilmente correlati al gigantismo dell'animale, poiché contribuivano a ridurre il peso complessivo. Le sei vertebre dell'osso sacro erano alte e fuse sia alla base che nella parte superiore dei loro prolungamenti ossei, formando una compatta piastra neurale. Anche l'ileo era parzialmente pneumatizzato vicino alla vertebra sacrale. Il bacino presentava caratteristiche ipertrofiche rispetto a quelle di altri ornithomimosauri, con robuste inserzioni muscolari per sostenere il peso considerevole dell'animale. Le ossa anteriori dell'anca erano inclinate verso l'alto in vita. La punta della coda del Deinocheirus si concludeva con almeno due vertebre fuse, formando un pigostilo, simile a quello riscontrato in altri dinosauri teropodi, come gli oviraptorosauri e i therizinosauroidi. Inoltre, poiché gli ornithomimosauri sono generalmente ritenuti dotati di piume pennacee, questa caratteristica supporta l'ipotesi che il Deinocheirus in vita avesse un ventaglio di piume alla fine della coda.

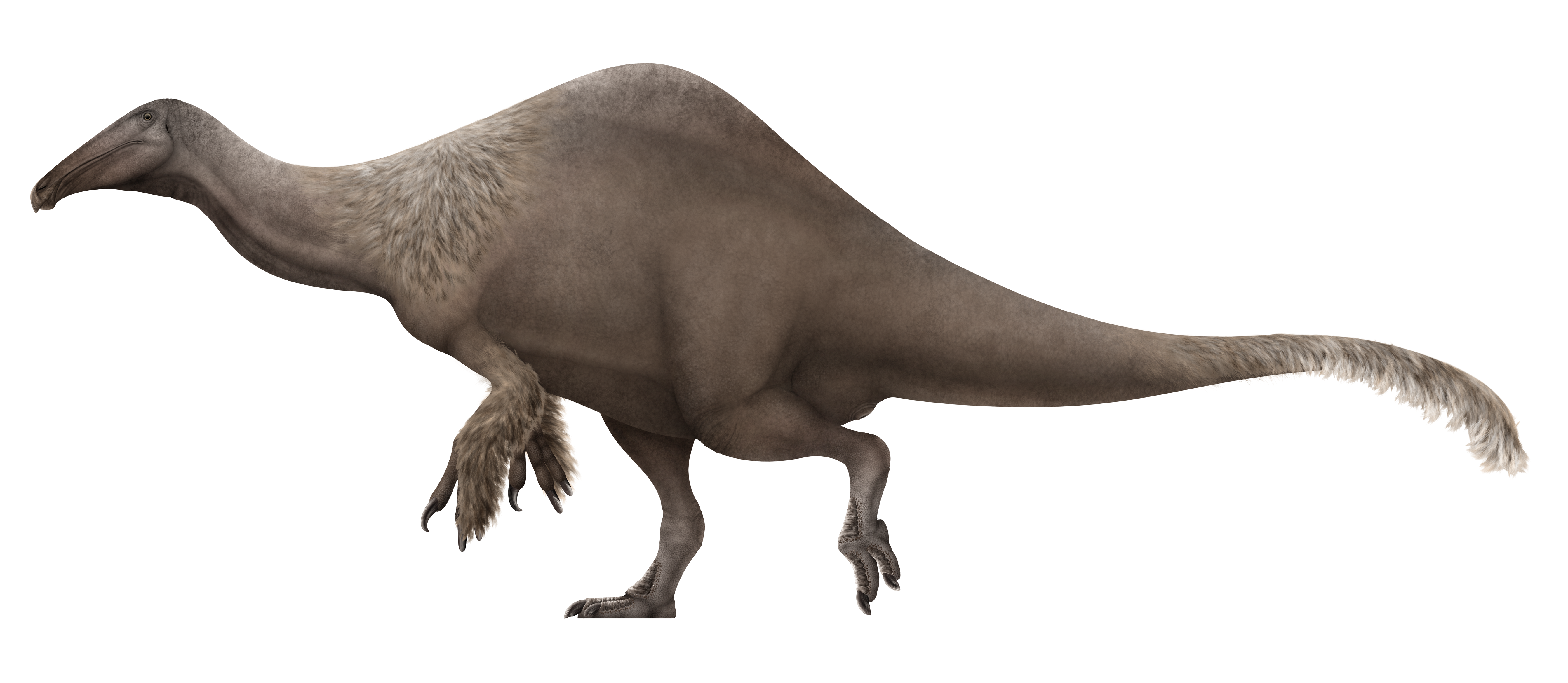
Ricostruzione artistica di D. mirificus

L'unico cranio noto di Deinocheirus, appartenente all'esemplare più grande, misurava circa 1,024 metri dalla premascella, nella parte anteriore, fino alla parte posteriore del condilo occipitale. La parte più larga del cranio si trovava dietro gli occhi ed era larga soltanto 23 cm. Per certi aspetti, il cranio era simile a quello degli altri ornithomimosauri per la sua forma stretta e bassa, ma differiva per il muso, che era più allungato. Le pareti ossee del cranio erano piuttosto sottili, misurando circa 6 mm. Alla fine del muso, il Deinocheirus presentava una sorta di becco appiattito e arrotondato, probabilmente ricoperto di cheratina in vita. Le narici erano rivolte verso l'alto, e l'osso nasale era una stretta cinghia che si estendeva sopra le orbite. Il diametro esterno degli anelli sclerali era relativamente piccolo, circa 8,4 cm, rispetto alle dimensioni complessive del cranio. La finestra temporale inferiore si trovava vicino all'apertura degli occhi ed era parzialmente chiusa dall'osso giugale, in modo simile a quanto osservato in Gallimimus. Le ganasce erano prive di denti: la mandibola era alta e robusta, mentre la mascella era lunga, sottile e leggermente curvata verso il basso. Le proporzioni tra mascella e mandibola erano più simili a quelle dei tirannosauridi che a quelle degli altri ornithomimosauri. Il muso aveva una forma a spatola, con i lati che si allargavano verso l'esterno, raggiungendo una larghezza di circa 25 cm, maggiore rispetto alla larghezza del resto del cranio. L'anatomia generale del cranio era sorprendentemente simile a quella degli adrosauri.

## Classificazione

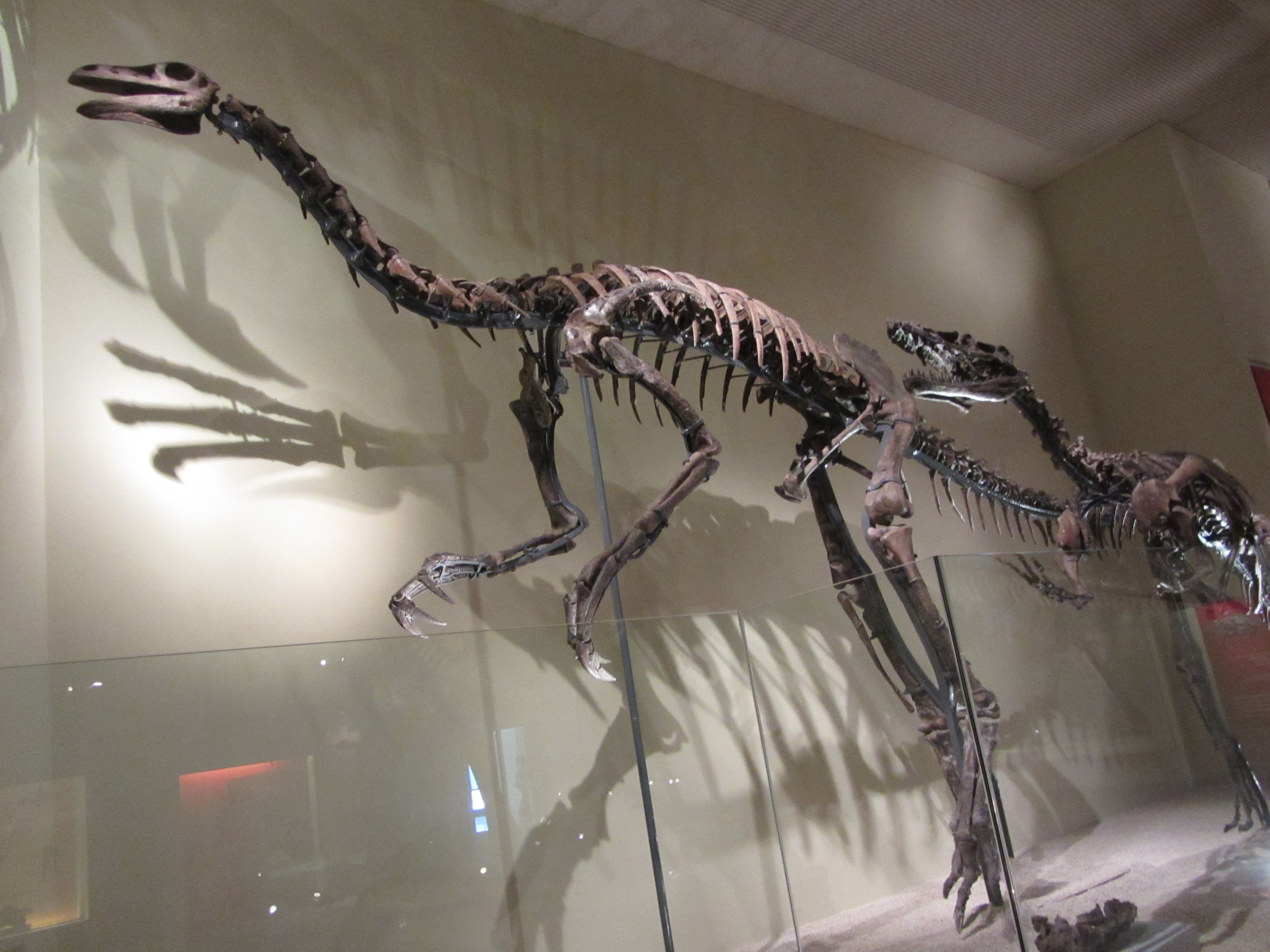
Scheletro completo dello strettamente imparentato Beishanlong grandis

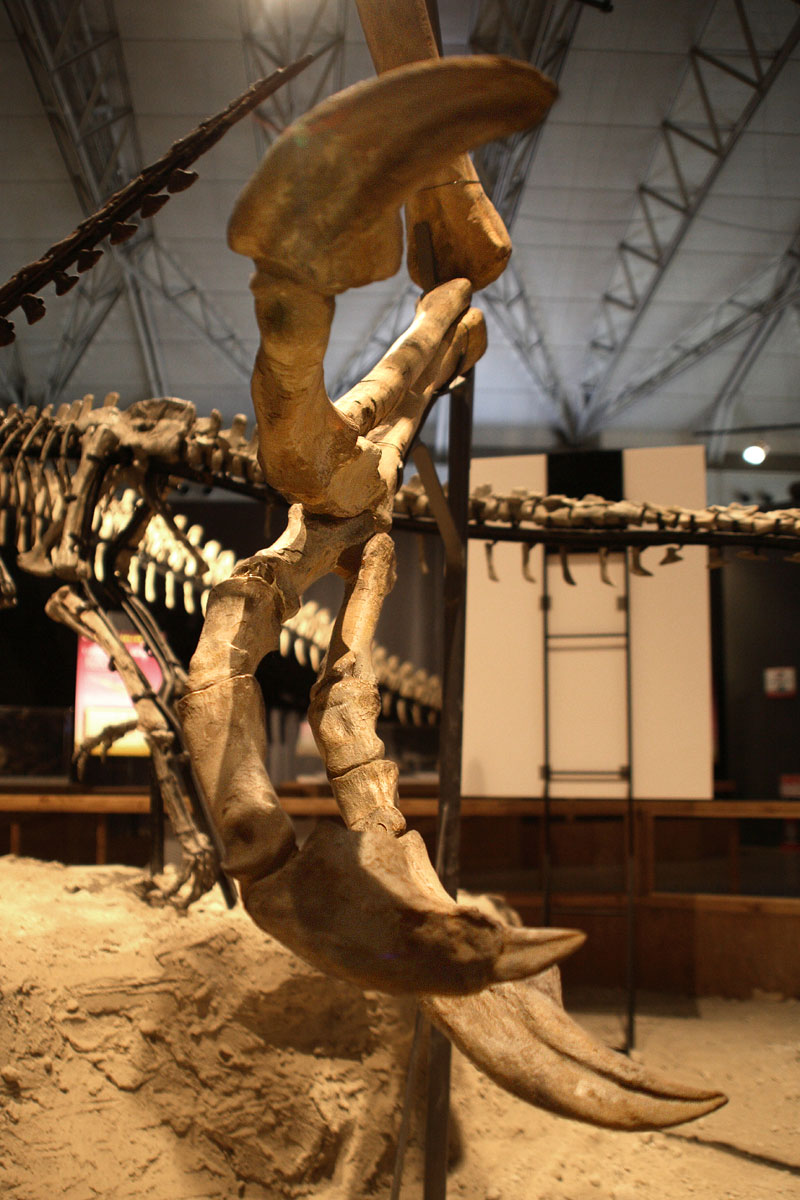
Vista frontale degli artigli di Deinocheirus, in Giappone

Originariamente, quando il Deinocheirus era conosciuto soltanto per i suoi arti anteriori, la sua classificazione era piuttosto difficile da determinare e furono avanzate diverse ipotesi. Osmólska e Roniewicz inizialmente ipotizzarono che il Deinocheirus non appartenesse a nessuna famiglia di teropodi già nota, e per questo crearono una nuova famiglia monospecifica, i Deinocheiridae, collocandola nell'infraordine Carnosauria. Questa classificazione si basava sulle grandi e robuste ossa degli arti anteriori, anche se i due paleontologi notarono somiglianze con Ornithomimus e, in misura minore, con Allosaurus. Nel 1971, John Ostrom fu il primo a ipotizzare che il Deinocheirus appartenesse agli ornithomimosauri, sottolineando che l'animale presentava caratteristiche più vicine a questo gruppo rispetto ad altri teropodi. Successivamente, nel 1976, Rinchen Barsbold propose l'ordine Deinocheirosauria, includendo i generi apparentemente correlati Deinocheirus e Therizinosaurus. La relazione tra Deinocheirus e i therizinosauri, anch'essi dotati di lunghe braccia, fu sostenuta da alcuni studiosi in seguito, ma oggi questa ipotesi è stata completamente scartata.
Nel 2004, Peter Makovicky, Kobayashi e Currie ipotizzarono che il Deinocheirus fosse probabilmente un ornithomimosauro primitivo, poiché mancava di alcune caratteristiche tipiche della famiglia Ornithomimidae. Tra i tratti primitivi identificati vi erano i suoi artigli ricurvi, il basso rapporto tra la lunghezza dell'omero e della scapola e l'assenza di una sindesmosi. Uno studio del 2006 condotto da Kobayashi e Barsbold suggerì che il Deinocheirus fosse forse l'ornithomimosauro più primitivo conosciuto, sebbene gli autori non riuscirono a definire ulteriormente le sue affinità evolutive, a causa della mancanza di elementi chiave, come il cranio e gli arti posteriori. L'analisi cladistica che accompagnò la descrizione del 2014 di due esemplari molto più completi rivelò che il Deinocheirus formava un clade insieme a Garudimimus e Beishanlong. Questi generi furono quindi raggruppati nella famiglia Deinocheiridae.
Il seguente cladogramma mostra la posizione di Deinocheirus all'interno di Ornithomimosauria:
|  | Beishanlong                                                  |
|  |                                                              |
|  | \| \| Garudimimus \| \| \| \| \| \| Deinocheirus \| \| \| \| |
|  |                                                              |
|  | Garudimimus                                                  |
|  |                                                              |
|  | Deinocheirus                                                 |
|  |                                                              |

|  | Garudimimus  |
|  |              |
|  | Deinocheirus |
|  |              |

|  | Gallimimus                                                     |
|  |                                                                |
|  | \| \| Ornithomimus \| \| \| \| \| \| Struthiomimus \| \| \| \| |
|  |                                                                |
|  | Ornithomimus                                                   |
|  |                                                                |
|  | Struthiomimus                                                  |
|  |                                                                |

|  | Ornithomimus  |
|  |               |
|  | Struthiomimus |
|  |               |

|  | Gallimimus                                                     |
|  |                                                                |
|  | \| \| Ornithomimus \| \| \| \| \| \| Struthiomimus \| \| \| \| |
|  |                                                                |
|  | Ornithomimus                                                   |
|  |                                                                |
|  | Struthiomimus                                                  |
|  |                                                                |

|  | Ornithomimus  |
|  |               |
|  | Struthiomimus |
|  |               |

|  | Beishanlong                                                  |
|  |                                                              |
|  | \| \| Garudimimus \| \| \| \| \| \| Deinocheirus \| \| \| \| |
|  |                                                              |
|  | Garudimimus                                                  |
|  |                                                              |
|  | Deinocheirus                                                 |
|  |                                                              |

|  | Garudimimus  |
|  |              |
|  | Deinocheirus |
|  |              |

|  | Gallimimus                                                     |
|  |                                                                |
|  | \| \| Ornithomimus \| \| \| \| \| \| Struthiomimus \| \| \| \| |
|  |                                                                |
|  | Ornithomimus                                                   |
|  |                                                                |
|  | Struthiomimus                                                  |
|  |                                                                |

|  | Ornithomimus  |
|  |               |
|  | Struthiomimus |
|  |               |

|  | Gallimimus                                                     |
|  |                                                                |
|  | \| \| Ornithomimus \| \| \| \| \| \| Struthiomimus \| \| \| \| |
|  |                                                                |
|  | Ornithomimus                                                   |
|  |                                                                |
|  | Struthiomimus                                                  |
|  |                                                                |

|  | Ornithomimus  |
|  |               |
|  | Struthiomimus |
|  |               |

|  | Beishanlong                                                  |
|  |                                                              |
|  | \| \| Garudimimus \| \| \| \| \| \| Deinocheirus \| \| \| \| |
|  |                                                              |
|  | Garudimimus                                                  |
|  |                                                              |
|  | Deinocheirus                                                 |
|  |                                                              |

|  | Garudimimus  |
|  |              |
|  | Deinocheirus |
|  |              |

|  | Gallimimus                                                     |
|  |                                                                |
|  | \| \| Ornithomimus \| \| \| \| \| \| Struthiomimus \| \| \| \| |
|  |                                                                |
|  | Ornithomimus                                                   |
|  |                                                                |
|  | Struthiomimus                                                  |
|  |                                                                |

|  | Ornithomimus  |
|  |               |
|  | Struthiomimus |
|  |               |

|  | Gallimimus                                                     |
|  |                                                                |
|  | \| \| Ornithomimus \| \| \| \| \| \| Struthiomimus \| \| \| \| |
|  |                                                                |
|  | Ornithomimus                                                   |
|  |                                                                |
|  | Struthiomimus                                                  |
|  |                                                                |

|  | Ornithomimus  |
|  |               |
|  | Struthiomimus |
|  |               |

|  | Beishanlong                                                  |
|  |                                                              |
|  | \| \| Garudimimus \| \| \| \| \| \| Deinocheirus \| \| \| \| |
|  |                                                              |
|  | Garudimimus                                                  |
|  |                                                              |
|  | Deinocheirus                                                 |
|  |                                                              |

|  | Garudimimus  |
|  |              |
|  | Deinocheirus |
|  |              |

|  | Gallimimus                                                     |
|  |                                                                |
|  | \| \| Ornithomimus \| \| \| \| \| \| Struthiomimus \| \| \| \| |
|  |                                                                |
|  | Ornithomimus                                                   |
|  |                                                                |
|  | Struthiomimus                                                  |
|  |                                                                |

|  | Ornithomimus  |
|  |               |
|  | Struthiomimus |
|  |               |

|  | Gallimimus                                                     |
|  |                                                                |
|  | \| \| Ornithomimus \| \| \| \| \| \| Struthiomimus \| \| \| \| |
|  |                                                                |
|  | Ornithomimus                                                   |
|  |                                                                |
|  | Struthiomimus                                                  |
|  |                                                                |

|  | Ornithomimus  |
|  |               |
|  | Struthiomimus |
|  |               |

|  | Beishanlong                                                  |
|  |                                                              |
|  | \| \| Garudimimus \| \| \| \| \| \| Deinocheirus \| \| \| \| |
|  |                                                              |
|  | Garudimimus                                                  |
|  |                                                              |
|  | Deinocheirus                                                 |
|  |                                                              |

|  | Garudimimus  |
|  |              |
|  | Deinocheirus |
|  |              |

|  | Gallimimus                                                     |
|  |                                                                |
|  | \| \| Ornithomimus \| \| \| \| \| \| Struthiomimus \| \| \| \| |
|  |                                                                |
|  | Ornithomimus                                                   |
|  |                                                                |
|  | Struthiomimus                                                  |
|  |                                                                |

|  | Ornithomimus  |
|  |               |
|  | Struthiomimus |
|  |               |

|  | Gallimimus                                                     |
|  |                                                                |
|  | \| \| Ornithomimus \| \| \| \| \| \| Struthiomimus \| \| \| \| |
|  |                                                                |
|  | Ornithomimus                                                   |
|  |                                                                |
|  | Struthiomimus                                                  |
|  |                                                                |

|  | Ornithomimus  |
|  |               |
|  | Struthiomimus |
|  |               |

|  | Beishanlong                                                  |
|  |                                                              |
|  | \| \| Garudimimus \| \| \| \| \| \| Deinocheirus \| \| \| \| |
|  |                                                              |
|  | Garudimimus                                                  |
|  |                                                              |
|  | Deinocheirus                                                 |
|  |                                                              |

|  | Garudimimus  |
|  |              |
|  | Deinocheirus |
|  |              |

|  | Gallimimus                                                     |
|  |                                                                |
|  | \| \| Ornithomimus \| \| \| \| \| \| Struthiomimus \| \| \| \| |
|  |                                                                |
|  | Ornithomimus                                                   |
|  |                                                                |
|  | Struthiomimus                                                  |
|  |                                                                |

|  | Ornithomimus  |
|  |               |
|  | Struthiomimus |
|  |               |

|  | Gallimimus                                                     |
|  |                                                                |
|  | \| \| Ornithomimus \| \| \| \| \| \| Struthiomimus \| \| \| \| |
|  |                                                                |
|  | Ornithomimus                                                   |
|  |                                                                |
|  | Struthiomimus                                                  |
|  |                                                                |

|  | Ornithomimus  |
|  |               |
|  | Struthiomimus |
|  |               |

|  | Beishanlong                                                  |
|  |                                                              |
|  | \| \| Garudimimus \| \| \| \| \| \| Deinocheirus \| \| \| \| |
|  |                                                              |
|  | Garudimimus                                                  |
|  |                                                              |
|  | Deinocheirus                                                 |
|  |                                                              |

|  | Garudimimus  |
|  |              |
|  | Deinocheirus |
|  |              |

|  | Gallimimus                                                     |
|  |                                                                |
|  | \| \| Ornithomimus \| \| \| \| \| \| Struthiomimus \| \| \| \| |
|  |                                                                |
|  | Ornithomimus                                                   |
|  |                                                                |
|  | Struthiomimus                                                  |
|  |                                                                |

|  | Ornithomimus  |
|  |               |
|  | Struthiomimus |
|  |               |

|  | Gallimimus                                                     |
|  |                                                                |
|  | \| \| Ornithomimus \| \| \| \| \| \| Struthiomimus \| \| \| \| |
|  |                                                                |
|  | Ornithomimus                                                   |
|  |                                                                |
|  | Struthiomimus                                                  |
|  |                                                                |

|  | Ornithomimus  |
|  |               |
|  | Struthiomimus |
|  |               |

|  | Beishanlong                                                  |
|  |                                                              |
|  | \| \| Garudimimus \| \| \| \| \| \| Deinocheirus \| \| \| \| |
|  |                                                              |
|  | Garudimimus                                                  |
|  |                                                              |
|  | Deinocheirus                                                 |
|  |                                                              |

|  | Garudimimus  |
|  |              |
|  | Deinocheirus |
|  |              |

|  | Gallimimus                                                     |
|  |                                                                |
|  | \| \| Ornithomimus \| \| \| \| \| \| Struthiomimus \| \| \| \| |
|  |                                                                |
|  | Ornithomimus                                                   |
|  |                                                                |
|  | Struthiomimus                                                  |
|  |                                                                |

|  | Ornithomimus  |
|  |               |
|  | Struthiomimus |
|  |               |

|  | Gallimimus                                                     |
|  |                                                                |
|  | \| \| Ornithomimus \| \| \| \| \| \| Struthiomimus \| \| \| \| |
|  |                                                                |
|  | Ornithomimus                                                   |
|  |                                                                |
|  | Struthiomimus                                                  |
|  |                                                                |

|  | Ornithomimus  |
|  |               |
|  | Struthiomimus |
|  |               |

|  | Beishanlong                                                  |
|  |                                                              |
|  | \| \| Garudimimus \| \| \| \| \| \| Deinocheirus \| \| \| \| |
|  |                                                              |
|  | Garudimimus                                                  |
|  |                                                              |
|  | Deinocheirus                                                 |
|  |                                                              |

|  | Garudimimus  |
|  |              |
|  | Deinocheirus |
|  |              |

|  | Gallimimus                                                     |
|  |                                                                |
|  | \| \| Ornithomimus \| \| \| \| \| \| Struthiomimus \| \| \| \| |
|  |                                                                |
|  | Ornithomimus                                                   |
|  |                                                                |
|  | Struthiomimus                                                  |
|  |                                                                |

|  | Ornithomimus  |
|  |               |
|  | Struthiomimus |
|  |               |

|  | Gallimimus                                                     |
|  |                                                                |
|  | \| \| Ornithomimus \| \| \| \| \| \| Struthiomimus \| \| \| \| |
|  |                                                                |
|  | Ornithomimus                                                   |
|  |                                                                |
|  | Struthiomimus                                                  |
|  |                                                                |

|  | Ornithomimus  |
|  |               |
|  | Struthiomimus |
|  |               |

|  | Beishanlong                                                  |
|  |                                                              |
|  | \| \| Garudimimus \| \| \| \| \| \| Deinocheirus \| \| \| \| |
|  |                                                              |
|  | Garudimimus                                                  |
|  |                                                              |
|  | Deinocheirus                                                 |
|  |                                                              |

|  | Garudimimus  |
|  |              |
|  | Deinocheirus |
|  |              |

|  | Gallimimus                                                     |
|  |                                                                |
|  | \| \| Ornithomimus \| \| \| \| \| \| Struthiomimus \| \| \| \| |
|  |                                                                |
|  | Ornithomimus                                                   |
|  |                                                                |
|  | Struthiomimus                                                  |
|  |                                                                |

|  | Ornithomimus  |
|  |               |
|  | Struthiomimus |
|  |               |

|  | Gallimimus                                                     |
|  |                                                                |
|  | \| \| Ornithomimus \| \| \| \| \| \| Struthiomimus \| \| \| \| |
|  |                                                                |
|  | Ornithomimus                                                   |
|  |                                                                |
|  | Struthiomimus                                                  |
|  |                                                                |

|  | Ornithomimus  |
|  |               |
|  | Struthiomimus |
|  |               |

|  | Beishanlong                                                  |
|  |                                                              |
|  | \| \| Garudimimus \| \| \| \| \| \| Deinocheirus \| \| \| \| |
|  |                                                              |
|  | Garudimimus                                                  |
|  |                                                              |
|  | Deinocheirus                                                 |
|  |                                                              |

|  | Garudimimus  |
|  |              |
|  | Deinocheirus |
|  |              |

|  | Gallimimus                                                     |
|  |                                                                |
|  | \| \| Ornithomimus \| \| \| \| \| \| Struthiomimus \| \| \| \| |
|  |                                                                |
|  | Ornithomimus                                                   |
|  |                                                                |
|  | Struthiomimus                                                  |
|  |                                                                |

|  | Ornithomimus  |
|  |               |
|  | Struthiomimus |
|  |               |

|  | Gallimimus                                                     |
|  |                                                                |
|  | \| \| Ornithomimus \| \| \| \| \| \| Struthiomimus \| \| \| \| |
|  |                                                                |
|  | Ornithomimus                                                   |
|  |                                                                |
|  | Struthiomimus                                                  |
|  |                                                                |

|  | Ornithomimus  |
|  |               |
|  | Struthiomimus |
|  |               |

|  | Beishanlong                                                  |
|  |                                                              |
|  | \| \| Garudimimus \| \| \| \| \| \| Deinocheirus \| \| \| \| |
|  |                                                              |
|  | Garudimimus                                                  |
|  |                                                              |
|  | Deinocheirus                                                 |
|  |                                                              |

|  | Garudimimus  |
|  |              |
|  | Deinocheirus |
|  |              |

|  | Gallimimus                                                     |
|  |                                                                |
|  | \| \| Ornithomimus \| \| \| \| \| \| Struthiomimus \| \| \| \| |
|  |                                                                |
|  | Ornithomimus                                                   |
|  |                                                                |
|  | Struthiomimus                                                  |
|  |                                                                |

|  | Ornithomimus  |
|  |               |
|  | Struthiomimus |
|  |               |

|  | Gallimimus                                                     |
|  |                                                                |
|  | \| \| Ornithomimus \| \| \| \| \| \| Struthiomimus \| \| \| \| |
|  |                                                                |
|  | Ornithomimus                                                   |
|  |                                                                |
|  | Struthiomimus                                                  |
|  |                                                                |

|  | Ornithomimus  |
|  |               |
|  | Struthiomimus |
|  |               |

|  | Beishanlong                                                  |
|  |                                                              |
|  | \| \| Garudimimus \| \| \| \| \| \| Deinocheirus \| \| \| \| |
|  |                                                              |
|  | Garudimimus                                                  |
|  |                                                              |
|  | Deinocheirus                                                 |
|  |                                                              |

|  | Garudimimus  |
|  |              |
|  | Deinocheirus |
|  |              |

|  | Gallimimus                                                     |
|  |                                                                |
|  | \| \| Ornithomimus \| \| \| \| \| \| Struthiomimus \| \| \| \| |
|  |                                                                |
|  | Ornithomimus                                                   |
|  |                                                                |
|  | Struthiomimus                                                  |
|  |                                                                |

|  | Ornithomimus  |
|  |               |
|  | Struthiomimus |
|  |               |

|  | Gallimimus                                                     |
|  |                                                                |
|  | \| \| Ornithomimus \| \| \| \| \| \| Struthiomimus \| \| \| \| |
|  |                                                                |
|  | Ornithomimus                                                   |
|  |                                                                |
|  | Struthiomimus                                                  |
|  |                                                                |

|  | Ornithomimus  |
|  |               |
|  | Struthiomimus |
|  |               |

|  | Beishanlong                                                  |
|  |                                                              |
|  | \| \| Garudimimus \| \| \| \| \| \| Deinocheirus \| \| \| \| |
|  |                                                              |
|  | Garudimimus                                                  |
|  |                                                              |
|  | Deinocheirus                                                 |
|  |                                                              |

|  | Garudimimus  |
|  |              |
|  | Deinocheirus |
|  |              |

|  | Gallimimus                                                     |
|  |                                                                |
|  | \| \| Ornithomimus \| \| \| \| \| \| Struthiomimus \| \| \| \| |
|  |                                                                |
|  | Ornithomimus                                                   |
|  |                                                                |
|  | Struthiomimus                                                  |
|  |                                                                |

|  | Ornithomimus  |
|  |               |
|  | Struthiomimus |
|  |               |

|  | Gallimimus                                                     |
|  |                                                                |
|  | \| \| Ornithomimus \| \| \| \| \| \| Struthiomimus \| \| \| \| |
|  |                                                                |
|  | Ornithomimus                                                   |
|  |                                                                |
|  | Struthiomimus                                                  |
|  |                                                                |

|  | Ornithomimus  |
|  |               |
|  | Struthiomimus |
|  |               |

|  | Beishanlong                                                  |
|  |                                                              |
|  | \| \| Garudimimus \| \| \| \| \| \| Deinocheirus \| \| \| \| |
|  |                                                              |
|  | Garudimimus                                                  |
|  |                                                              |
|  | Deinocheirus                                                 |
|  |                                                              |

|  | Garudimimus  |
|  |              |
|  | Deinocheirus |
|  |              |

|  | Gallimimus                                                     |
|  |                                                                |
|  | \| \| Ornithomimus \| \| \| \| \| \| Struthiomimus \| \| \| \| |
|  |                                                                |
|  | Ornithomimus                                                   |
|  |                                                                |
|  | Struthiomimus                                                  |
|  |                                                                |

|  | Ornithomimus  |
|  |               |
|  | Struthiomimus |
|  |               |

|  | Gallimimus                                                     |
|  |                                                                |
|  | \| \| Ornithomimus \| \| \| \| \| \| Struthiomimus \| \| \| \| |
|  |                                                                |
|  | Ornithomimus                                                   |
|  |                                                                |
|  | Struthiomimus                                                  |
|  |                                                                |

|  | Ornithomimus  |
|  |               |
|  | Struthiomimus |
|  |               |

|  | Beishanlong                                                  |
|  |                                                              |
|  | \| \| Garudimimus \| \| \| \| \| \| Deinocheirus \| \| \| \| |
|  |                                                              |
|  | Garudimimus                                                  |
|  |                                                              |
|  | Deinocheirus                                                 |
|  |                                                              |

|  | Garudimimus  |
|  |              |
|  | Deinocheirus |
|  |              |

|  | Gallimimus                                                     |
|  |                                                                |
|  | \| \| Ornithomimus \| \| \| \| \| \| Struthiomimus \| \| \| \| |
|  |                                                                |
|  | Ornithomimus                                                   |
|  |                                                                |
|  | Struthiomimus                                                  |
|  |                                                                |

|  | Ornithomimus  |
|  |               |
|  | Struthiomimus |
|  |               |

|  | Gallimimus                                                     |
|  |                                                                |
|  | \| \| Ornithomimus \| \| \| \| \| \| Struthiomimus \| \| \| \| |
|  |                                                                |
|  | Ornithomimus                                                   |
|  |                                                                |
|  | Struthiomimus                                                  |
|  |                                                                |

|  | Ornithomimus  |
|  |               |
|  | Struthiomimus |
|  |               |

|  | Beishanlong                                                  |
|  |                                                              |
|  | \| \| Garudimimus \| \| \| \| \| \| Deinocheirus \| \| \| \| |
|  |                                                              |
|  | Garudimimus                                                  |
|  |                                                              |
|  | Deinocheirus                                                 |
|  |                                                              |

|  | Garudimimus  |
|  |              |
|  | Deinocheirus |
|  |              |

|  | Gallimimus                                                     |
|  |                                                                |
|  | \| \| Ornithomimus \| \| \| \| \| \| Struthiomimus \| \| \| \| |
|  |                                                                |
|  | Ornithomimus                                                   |
|  |                                                                |
|  | Struthiomimus                                                  |
|  |                                                                |

|  | Ornithomimus  |
|  |               |
|  | Struthiomimus |
|  |               |

|  | Gallimimus                                                     |
|  |                                                                |
|  | \| \| Ornithomimus \| \| \| \| \| \| Struthiomimus \| \| \| \| |
|  |                                                                |
|  | Ornithomimus                                                   |
|  |                                                                |
|  | Struthiomimus                                                  |
|  |                                                                |

|  | Ornithomimus  |
|  |               |
|  | Struthiomimus |
|  |               |

|  | Beishanlong                                                  |
|  |                                                              |
|  | \| \| Garudimimus \| \| \| \| \| \| Deinocheirus \| \| \| \| |
|  |                                                              |
|  | Garudimimus                                                  |
|  |                                                              |
|  | Deinocheirus                                                 |
|  |                                                              |

|  | Garudimimus  |
|  |              |
|  | Deinocheirus |
|  |              |

|  | Gallimimus                                                     |
|  |                                                                |
|  | \| \| Ornithomimus \| \| \| \| \| \| Struthiomimus \| \| \| \| |
|  |                                                                |
|  | Ornithomimus                                                   |
|  |                                                                |
|  | Struthiomimus                                                  |
|  |                                                                |

|  | Ornithomimus  |
|  |               |
|  | Struthiomimus |
|  |               |

|  | Gallimimus                                                     |
|  |                                                                |
|  | \| \| Ornithomimus \| \| \| \| \| \| Struthiomimus \| \| \| \| |
|  |                                                                |
|  | Ornithomimus                                                   |
|  |                                                                |
|  | Struthiomimus                                                  |
|  |                                                                |

|  | Ornithomimus  |
|  |               |
|  | Struthiomimus |
|  |               |

|  | Beishanlong                                                  |
|  |                                                              |
|  | \| \| Garudimimus \| \| \| \| \| \| Deinocheirus \| \| \| \| |
|  |                                                              |
|  | Garudimimus                                                  |
|  |                                                              |
|  | Deinocheirus                                                 |
|  |                                                              |

|  | Garudimimus  |
|  |              |
|  | Deinocheirus |
|  |              |

|  | Gallimimus                                                     |
|  |                                                                |
|  | \| \| Ornithomimus \| \| \| \| \| \| Struthiomimus \| \| \| \| |
|  |                                                                |
|  | Ornithomimus                                                   |
|  |                                                                |
|  | Struthiomimus                                                  |
|  |                                                                |

|  | Ornithomimus  |
|  |               |
|  | Struthiomimus |
|  |               |

|  | Gallimimus                                                     |
|  |                                                                |
|  | \| \| Ornithomimus \| \| \| \| \| \| Struthiomimus \| \| \| \| |
|  |                                                                |
|  | Ornithomimus                                                   |
|  |                                                                |
|  | Struthiomimus                                                  |
|  |                                                                |

|  | Ornithomimus  |
|  |               |
|  | Struthiomimus |
|  |               |

|  | Beishanlong                                                  |
|  |                                                              |
|  | \| \| Garudimimus \| \| \| \| \| \| Deinocheirus \| \| \| \| |
|  |                                                              |
|  | Garudimimus                                                  |
|  |                                                              |
|  | Deinocheirus                                                 |
|  |                                                              |

|  | Garudimimus  |
|  |              |
|  | Deinocheirus |
|  |              |

|  | Gallimimus                                                     |
|  |                                                                |
|  | \| \| Ornithomimus \| \| \| \| \| \| Struthiomimus \| \| \| \| |
|  |                                                                |
|  | Ornithomimus                                                   |
|  |                                                                |
|  | Struthiomimus                                                  |
|  |                                                                |

|  | Ornithomimus  |
|  |               |
|  | Struthiomimus |
|  |               |

|  | Gallimimus                                                     |
|  |                                                                |
|  | \| \| Ornithomimus \| \| \| \| \| \| Struthiomimus \| \| \| \| |
|  |                                                                |
|  | Ornithomimus                                                   |
|  |                                                                |
|  | Struthiomimus                                                  |
|  |                                                                |

|  | Ornithomimus  |
|  |               |
|  | Struthiomimus |
|  |               |

|  | Beishanlong                                                  |
|  |                                                              |
|  | \| \| Garudimimus \| \| \| \| \| \| Deinocheirus \| \| \| \| |
|  |                                                              |
|  | Garudimimus                                                  |
|  |                                                              |
|  | Deinocheirus                                                 |
|  |                                                              |

|  | Garudimimus  |
|  |              |
|  | Deinocheirus |
|  |              |

|  | Gallimimus                                                     |
|  |                                                                |
|  | \| \| Ornithomimus \| \| \| \| \| \| Struthiomimus \| \| \| \| |
|  |                                                                |
|  | Ornithomimus                                                   |
|  |                                                                |
|  | Struthiomimus                                                  |
|  |                                                                |

|  | Ornithomimus  |
|  |               |
|  | Struthiomimus |
|  |               |

|  | Gallimimus                                                     |
|  |                                                                |
|  | \| \| Ornithomimus \| \| \| \| \| \| Struthiomimus \| \| \| \| |
|  |                                                                |
|  | Ornithomimus                                                   |
|  |                                                                |
|  | Struthiomimus                                                  |
|  |                                                                |

|  | Ornithomimus  |
|  |               |
|  | Struthiomimus |
|  |               |

|  | Beishanlong                                                  |
|  |                                                              |
|  | \| \| Garudimimus \| \| \| \| \| \| Deinocheirus \| \| \| \| |
|  |                                                              |
|  | Garudimimus                                                  |
|  |                                                              |
|  | Deinocheirus                                                 |
|  |                                                              |

|  | Garudimimus  |
|  |              |
|  | Deinocheirus |
|  |              |

|  | Gallimimus                                                     |
|  |                                                                |
|  | \| \| Ornithomimus \| \| \| \| \| \| Struthiomimus \| \| \| \| |
|  |                                                                |
|  | Ornithomimus                                                   |
|  |                                                                |
|  | Struthiomimus                                                  |
|  |                                                                |

|  | Ornithomimus  |
|  |               |
|  | Struthiomimus |
|  |               |

|  | Gallimimus                                                     |
|  |                                                                |
|  | \| \| Ornithomimus \| \| \| \| \| \| Struthiomimus \| \| \| \| |
|  |                                                                |
|  | Ornithomimus                                                   |
|  |                                                                |
|  | Struthiomimus                                                  |
|  |                                                                |

|  | Ornithomimus  |
|  |               |
|  | Struthiomimus |
|  |               |

|  | Beishanlong                                                  |
|  |                                                              |
|  | \| \| Garudimimus \| \| \| \| \| \| Deinocheirus \| \| \| \| |
|  |                                                              |
|  | Garudimimus                                                  |
|  |                                                              |
|  | Deinocheirus                                                 |
|  |                                                              |

|  | Garudimimus  |
|  |              |
|  | Deinocheirus |
|  |              |

|  | Gallimimus                                                     |
|  |                                                                |
|  | \| \| Ornithomimus \| \| \| \| \| \| Struthiomimus \| \| \| \| |
|  |                                                                |
|  | Ornithomimus                                                   |
|  |                                                                |
|  | Struthiomimus                                                  |
|  |                                                                |

|  | Ornithomimus  |
|  |               |
|  | Struthiomimus |
|  |               |

|  | Gallimimus                                                     |
|  |                                                                |
|  | \| \| Ornithomimus \| \| \| \| \| \| Struthiomimus \| \| \| \| |
|  |                                                                |
|  | Ornithomimus                                                   |
|  |                                                                |
|  | Struthiomimus                                                  |
|  |                                                                |

|  | Ornithomimus  |
|  |               |
|  | Struthiomimus |
|  |               |

|  | Beishanlong                                                  |
|  |                                                              |
|  | \| \| Garudimimus \| \| \| \| \| \| Deinocheirus \| \| \| \| |
|  |                                                              |
|  | Garudimimus                                                  |
|  |                                                              |
|  | Deinocheirus                                                 |
|  |                                                              |

|  | Garudimimus  |
|  |              |
|  | Deinocheirus |
|  |              |

|  | Gallimimus                                                     |
|  |                                                                |
|  | \| \| Ornithomimus \| \| \| \| \| \| Struthiomimus \| \| \| \| |
|  |                                                                |
|  | Ornithomimus                                                   |
|  |                                                                |
|  | Struthiomimus                                                  |
|  |                                                                |

|  | Ornithomimus  |
|  |               |
|  | Struthiomimus |
|  |               |

|  | Gallimimus                                                     |
|  |                                                                |
|  | \| \| Ornithomimus \| \| \| \| \| \| Struthiomimus \| \| \| \| |
|  |                                                                |
|  | Ornithomimus                                                   |
|  |                                                                |
|  | Struthiomimus                                                  |
|  |                                                                |

|  | Ornithomimus  |
|  |               |
|  | Struthiomimus |
|  |               |

|  | Beishanlong                                                  |
|  |                                                              |
|  | \| \| Garudimimus \| \| \| \| \| \| Deinocheirus \| \| \| \| |
|  |                                                              |
|  | Garudimimus                                                  |
|  |                                                              |
|  | Deinocheirus                                                 |
|  |                                                              |

|  | Garudimimus  |
|  |              |
|  | Deinocheirus |
|  |              |

|  | Gallimimus                                                     |
|  |                                                                |
|  | \| \| Ornithomimus \| \| \| \| \| \| Struthiomimus \| \| \| \| |
|  |                                                                |
|  | Ornithomimus                                                   |
|  |                                                                |
|  | Struthiomimus                                                  |
|  |                                                                |

|  | Ornithomimus  |
|  |               |
|  | Struthiomimus |
|  |               |

|  | Gallimimus                                                     |
|  |                                                                |
|  | \| \| Ornithomimus \| \| \| \| \| \| Struthiomimus \| \| \| \| |
|  |                                                                |
|  | Ornithomimus                                                   |
|  |                                                                |
|  | Struthiomimus                                                  |
|  |                                                                |

|  | Ornithomimus  |
|  |               |
|  | Struthiomimus |
|  |               |

|  | Beishanlong                                                  |
|  |                                                              |
|  | \| \| Garudimimus \| \| \| \| \| \| Deinocheirus \| \| \| \| |
|  |                                                              |
|  | Garudimimus                                                  |
|  |                                                              |
|  | Deinocheirus                                                 |
|  |                                                              |

|  | Garudimimus  |
|  |              |
|  | Deinocheirus |
|  |              |

|  | Gallimimus                                                     |
|  |                                                                |
|  | \| \| Ornithomimus \| \| \| \| \| \| Struthiomimus \| \| \| \| |
|  |                                                                |
|  | Ornithomimus                                                   |
|  |                                                                |
|  | Struthiomimus                                                  |
|  |                                                                |

|  | Ornithomimus  |
|  |               |
|  | Struthiomimus |
|  |               |

|  | Gallimimus                                                     |
|  |                                                                |
|  | \| \| Ornithomimus \| \| \| \| \| \| Struthiomimus \| \| \| \| |
|  |                                                                |
|  | Ornithomimus                                                   |
|  |                                                                |
|  | Struthiomimus                                                  |
|  |                                                                |

|  | Ornithomimus  |
|  |               |
|  | Struthiomimus |
|  |               |

|  | Beishanlong                                                  |
|  |                                                              |
|  | \| \| Garudimimus \| \| \| \| \| \| Deinocheirus \| \| \| \| |
|  |                                                              |
|  | Garudimimus                                                  |
|  |                                                              |
|  | Deinocheirus                                                 |
|  |                                                              |

|  | Garudimimus  |
|  |              |
|  | Deinocheirus |
|  |              |

|  | Gallimimus                                                     |
|  |                                                                |
|  | \| \| Ornithomimus \| \| \| \| \| \| Struthiomimus \| \| \| \| |
|  |                                                                |
|  | Ornithomimus                                                   |
|  |                                                                |
|  | Struthiomimus                                                  |
|  |                                                                |

|  | Ornithomimus  |
|  |               |
|  | Struthiomimus |
|  |               |

|  | Gallimimus                                                     |
|  |                                                                |
|  | \| \| Ornithomimus \| \| \| \| \| \| Struthiomimus \| \| \| \| |
|  |                                                                |
|  | Ornithomimus                                                   |
|  |                                                                |
|  | Struthiomimus                                                  |
|  |                                                                |

|  | Ornithomimus  |
|  |               |
|  | Struthiomimus |
|  |               |

|  | Beishanlong                                                  |
|  |                                                              |
|  | \| \| Garudimimus \| \| \| \| \| \| Deinocheirus \| \| \| \| |
|  |                                                              |
|  | Garudimimus                                                  |
|  |                                                              |
|  | Deinocheirus                                                 |
|  |                                                              |

|  | Garudimimus  |
|  |              |
|  | Deinocheirus |
|  |              |

|  | Gallimimus                                                     |
|  |                                                                |
|  | \| \| Ornithomimus \| \| \| \| \| \| Struthiomimus \| \| \| \| |
|  |                                                                |
|  | Ornithomimus                                                   |
|  |                                                                |
|  | Struthiomimus                                                  |
|  |                                                                |

|  | Ornithomimus  |
|  |               |
|  | Struthiomimus |
|  |               |

|  | Gallimimus                                                     |
|  |                                                                |
|  | \| \| Ornithomimus \| \| \| \| \| \| Struthiomimus \| \| \| \| |
|  |                                                                |
|  | Ornithomimus                                                   |
|  |                                                                |
|  | Struthiomimus                                                  |
|  |                                                                |

|  | Ornithomimus  |
|  |               |
|  | Struthiomimus |
|  |               |

|  | Beishanlong                                                  |
|  |                                                              |
|  | \| \| Garudimimus \| \| \| \| \| \| Deinocheirus \| \| \| \| |
|  |                                                              |
|  | Garudimimus                                                  |
|  |                                                              |
|  | Deinocheirus                                                 |
|  |                                                              |

|  | Garudimimus  |
|  |              |
|  | Deinocheirus |
|  |              |

|  | Gallimimus                                                     |
|  |                                                                |
|  | \| \| Ornithomimus \| \| \| \| \| \| Struthiomimus \| \| \| \| |
|  |                                                                |
|  | Ornithomimus                                                   |
|  |                                                                |
|  | Struthiomimus                                                  |
|  |                                                                |

|  | Ornithomimus  |
|  |               |
|  | Struthiomimus |
|  |               |

|  | Gallimimus                                                     |
|  |                                                                |
|  | \| \| Ornithomimus \| \| \| \| \| \| Struthiomimus \| \| \| \| |
|  |                                                                |
|  | Ornithomimus                                                   |
|  |                                                                |
|  | Struthiomimus                                                  |
|  |                                                                |

|  | Ornithomimus  |
|  |               |
|  | Struthiomimus |
|  |               |

|  | Beishanlong                                                  |
|  |                                                              |
|  | \| \| Garudimimus \| \| \| \| \| \| Deinocheirus \| \| \| \| |
|  |                                                              |
|  | Garudimimus                                                  |
|  |                                                              |
|  | Deinocheirus                                                 |
|  |                                                              |

|  | Garudimimus  |
|  |              |
|  | Deinocheirus |
|  |              |

|  | Gallimimus                                                     |
|  |                                                                |
|  | \| \| Ornithomimus \| \| \| \| \| \| Struthiomimus \| \| \| \| |
|  |                                                                |
|  | Ornithomimus                                                   |
|  |                                                                |
|  | Struthiomimus                                                  |
|  |                                                                |

|  | Ornithomimus  |
|  |               |
|  | Struthiomimus |
|  |               |

|  | Gallimimus                                                     |
|  |                                                                |
|  | \| \| Ornithomimus \| \| \| \| \| \| Struthiomimus \| \| \| \| |
|  |                                                                |
|  | Ornithomimus                                                   |
|  |                                                                |
|  | Struthiomimus                                                  |
|  |                                                                |

|  | Ornithomimus  |
|  |               |
|  | Struthiomimus |
|  |               |

|  | Beishanlong                                                  |
|  |                                                              |
|  | \| \| Garudimimus \| \| \| \| \| \| Deinocheirus \| \| \| \| |
|  |                                                              |
|  | Garudimimus                                                  |
|  |                                                              |
|  | Deinocheirus                                                 |
|  |                                                              |

|  | Garudimimus  |
|  |              |
|  | Deinocheirus |
|  |              |

|  | Gallimimus                                                     |
|  |                                                                |
|  | \| \| Ornithomimus \| \| \| \| \| \| Struthiomimus \| \| \| \| |
|  |                                                                |
|  | Ornithomimus                                                   |
|  |                                                                |
|  | Struthiomimus                                                  |
|  |                                                                |

|  | Ornithomimus  |
|  |               |
|  | Struthiomimus |
|  |               |

|  | Gallimimus                                                     |
|  |                                                                |
|  | \| \| Ornithomimus \| \| \| \| \| \| Struthiomimus \| \| \| \| |
|  |                                                                |
|  | Ornithomimus                                                   |
|  |                                                                |
|  | Struthiomimus                                                  |
|  |                                                                |

|  | Ornithomimus  |
|  |               |
|  | Struthiomimus |
|  |               |

|  | Beishanlong                                                  |
|  |                                                              |
|  | \| \| Garudimimus \| \| \| \| \| \| Deinocheirus \| \| \| \| |
|  |                                                              |
|  | Garudimimus                                                  |
|  |                                                              |
|  | Deinocheirus                                                 |
|  |                                                              |

|  | Garudimimus  |
|  |              |
|  | Deinocheirus |
|  |              |

|  | Gallimimus                                                     |
|  |                                                                |
|  | \| \| Ornithomimus \| \| \| \| \| \| Struthiomimus \| \| \| \| |
|  |                                                                |
|  | Ornithomimus                                                   |
|  |                                                                |
|  | Struthiomimus                                                  |
|  |                                                                |

|  | Ornithomimus  |
|  |               |
|  | Struthiomimus |
|  |               |

|  | Gallimimus                                                     |
|  |                                                                |
|  | \| \| Ornithomimus \| \| \| \| \| \| Struthiomimus \| \| \| \| |
|  |                                                                |
|  | Ornithomimus                                                   |
|  |                                                                |
|  | Struthiomimus                                                  |
|  |                                                                |

|  | Ornithomimus  |
|  |               |
|  | Struthiomimus |
|  |               |

Lo studio del 2014 definì i Deinocheiridae come un clade che include "tutti i taxa con un antenato comune più recente con Deinocheirus mirificus che con Ornithomimus velox". I tre membri di questo clade (Deinocheirus, Garudimimus e Beishanlong) condividono varie caratteristiche anatomiche negli arti. Il cladogramma suggerisce che durante il Cretaceo inferiore gli ornithomimosauri durante il Cretaceo inferiore si siano divisi in due stirpi principali: Deinocheiridae e Ornithomimidae. A differenza di altri ornithomimosauri, i deinocheiridi non erano specializzati nella corsa. Le peculiarità anatomiche di Deinocheirus, rispetto ad altri ornithomimosauri molto più piccoli, possono essere ampiamente spiegate dalle sue dimensioni imponenti e dal peso elevato. Sia i deinocheiridi che gli ornithomimidi più piccoli erano privi di denti, a differenza degli ornithomimosauri primitivi, che invece ne erano dotati.

## Storia della scoperta

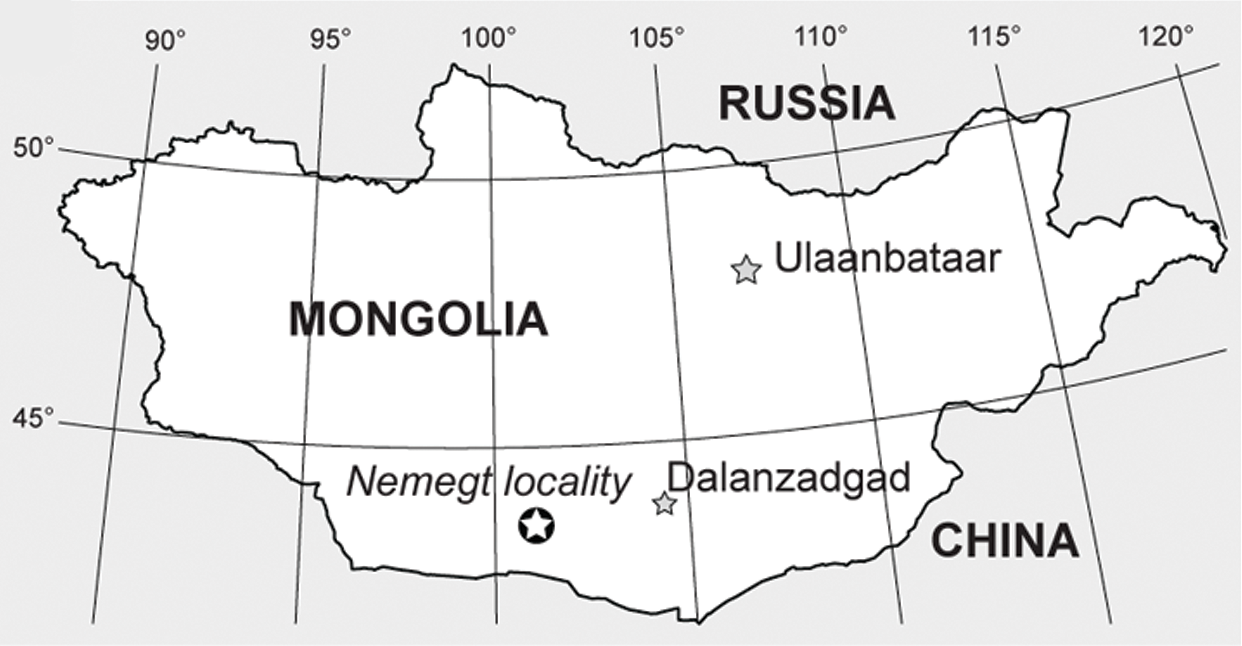
Locazione della Formazione Nemegt, nella Mongolia meridionale

I primi resti fossili di Deinocheirus furono scoperti il 9 luglio 1965 dalla paleontologa polacca Zofia Kielan-Jaworowska, durante una spedizione polacco-mongola nel sito di Altan Ula III (coordinate: 43° 33.987'N 100° 28.959'E) nel bacino Nemegt del deserto del Gobi. La spedizione, organizzata dall'Accademia polacca delle scienze e dall'Accademia mongola delle scienze tra il 1963 e il 1965, includeva anche il paleontologo mongolo Rinchen Barsbold. L'esemplare richiese tre giorni di scavo, dal 9 all'11 luglio, per essere recuperato e caricato su un veicolo. Un rapporto del 1968 di Kielan-Jaworowska e Naydin Dovchin, che riassumeva i risultati delle spedizioni, annunciò che i resti rappresentavano una nuova famiglia di dinosauri teropodi. L'esemplare fu rinvenuto in una piccola collina di pietra arenaria e consisteva in uno scheletro parziale disarticolato, gran parte del quale probabilmente era già stata erosa al momento della scoperta. I resti includevano entrambi gli arti anteriori (esclusi gli artigli della mano destra), l'intera cintura scapolare, il centro di tre vertebre dorsali, cinque costole, gastralia (costole ventrali) e due ceratobranchiali. L'esemplare fu reso l'olotipo di Deinocheirus mirificus, nominato nel 1970 da Halszka Osmólska ed Ewa Roniewicz. Il nome generico, Deinocheirus, deriva dal greco antico deinos (δεινός), che significa "terribile", e cheir (χείρ), che significa "mano", in riferimento alle dimensioni e ai potenti artigli degli arti anteriori. Il nome specifico, mirificus, deriva dal latino e significa "insolito" o "meraviglioso", scelto per sottolineare l'inusuale struttura degli arti anteriori. Le spedizioni polacco-mongole furono notevoli per essere state guidate da donne, tra le prime a descrivere e nominare nuovi dinosauri. L'esemplare originale, catalogato inizialmente come ZPal MgD-I/6, è stato successivamente riclassificato con il numero MPC-D 100/18.

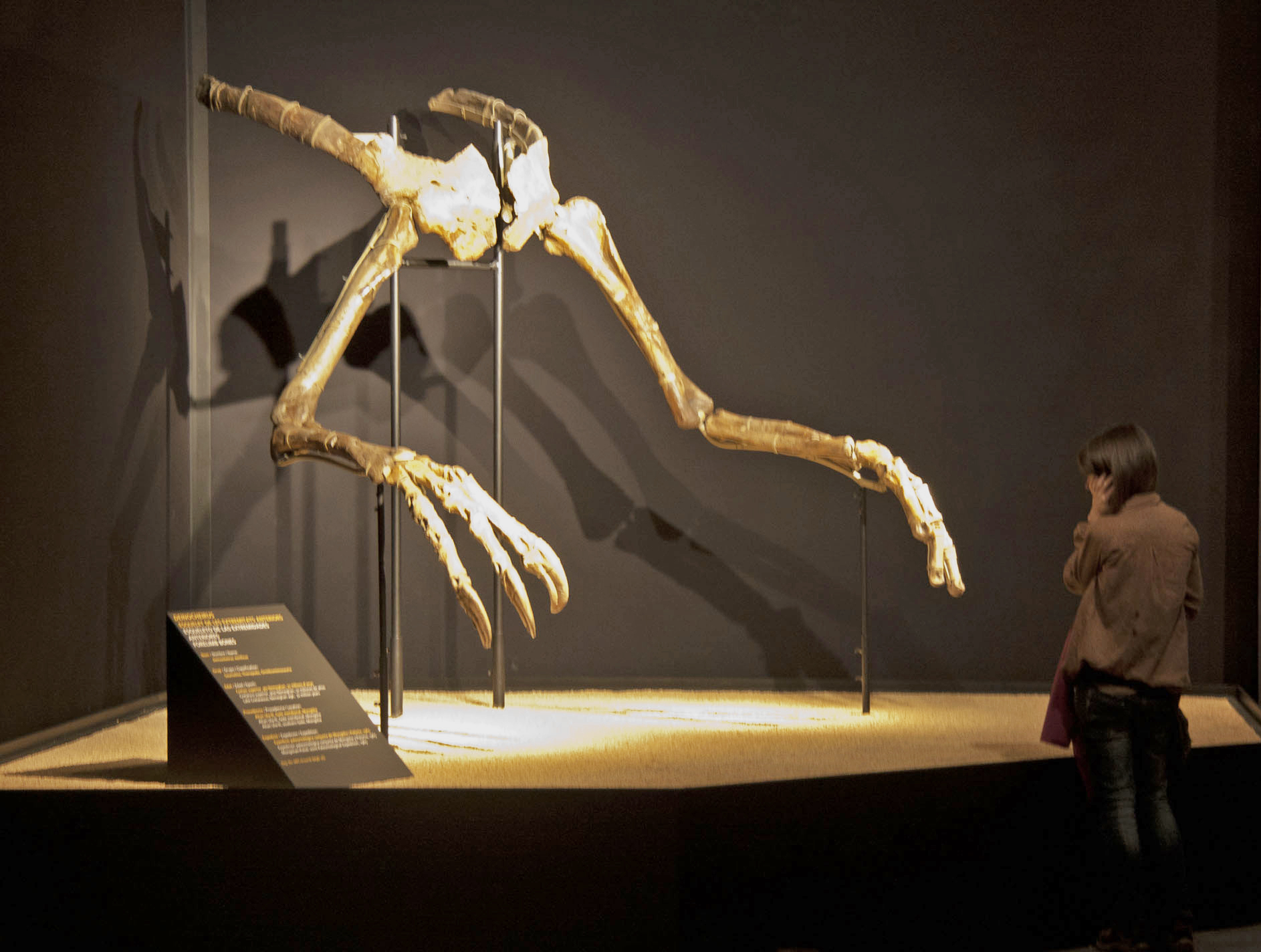
Olotipo MPC-D 100/18, in esposizione a Barcellona

La scarsità dei resti noti di Deinocheirus ha impedito una comprensione approfondita dell'animale per quasi mezzo secolo, portando la letteratura scientifica a descriverlo spesso come uno dei dinosauri più "enigmatici", "misteriosi" e "bizzarri" mai rinvenuti. Le braccia olotipiche divennero parte di un'esibizione itinerante di fossili di dinosauri mongoli, esposta in vari paesi. Nel 2012, Phil R. Bell, Philip J. Currie e Yuong-Nam Lee annunciarono la scoperta di ulteriori elementi del campione olotipico, inclusi frammenti di gastralia, trovati da una squadra mongolo-coreana che aveva riposizionato il sito originale di scavo nel 2008. Su due gastralia furono identificati segni di morsi, attribuiti al tirannosauride Tarbosaurus. Questo ritrovamento potrebbe spiegare perché l'esemplare di Deinocheirus sia stato rinvenuto in uno stato sparso e disarticolato.

### Altre specie
Nel 2013, la scoperta di due nuovi esemplari di Deinocheirus fu annunciata prima della conferenza annuale della Società di Paleontologia dei Vertebrati (SVP) da Lee, Barsbold, Currie e colleghi. Questi esemplari, privi di cranio, erano ospitati presso l'Accademia delle Scienze della Mongolia e catalogati come MPC-D 100/127 e MPC-D 100/128. MPC-D 100/128, un esemplare subadulto, fu ritrovato nella località Altan Ula IV (coordinate: 43° 36.091'N 100° 27.066'E) della Formazione Nemegt durante la Spedizione Dinosaura Internazionale Corea-Mongolia nel 2006. Tuttavia, il fossile era già stato danneggiato dai commercianti illegali di fossili. Il secondo esemplare, MPC-D 100/127, fu trovato nel 2009 nella località di Bugiin Tsav (coordinate: 43° 54.025'N 99° 58.359'E). Questo esemplare, leggermente più grande dell'olotipo, fu chiaramente identificato come Deinocheirus grazie alla zampa anteriore sinistra, che contribuì anche a identificare il precedente esemplare come appartenente alla stessa specie. Anche questo fossile era stato saccheggiato dai commercianti, che avevano rimosso il cranio, le mani e i piedi, lasciando però un singolo dito del piede. Si stima che il saccheggio sia avvenuto dopo il 2002, in base al denaro lasciato nella cava. I bracconieri di fossili tendono a mirare selettivamente a crani, artigli e denti, che hanno un valore di mercato maggiore, spesso a scapito del resto dello scheletro, che viene vandalizzato o trascurato. In un'intervista, Currie dichiarò che la politica del loro team era di indagare sulle cave saccheggiate per recuperare qualsiasi materiale significativo. Nonostante le ossa vandalizzate, la scoperta di nuovi fossili di Deinocheirus fu accolta con grande entusiasmo. Alla conferenza SVP di quell'anno, fu mostrato un modello virtuale di Deinocheirus, che scatenò applausi e complimenti dalla folla di paleontologi presenti. Il paleontologo scozzese Stephen L. Brusatte dichiarò di non essere mai stato così sorpreso da un intervento durante la SVP, sebbene nuovi fossili vengano regolarmente presentati alla conferenza.

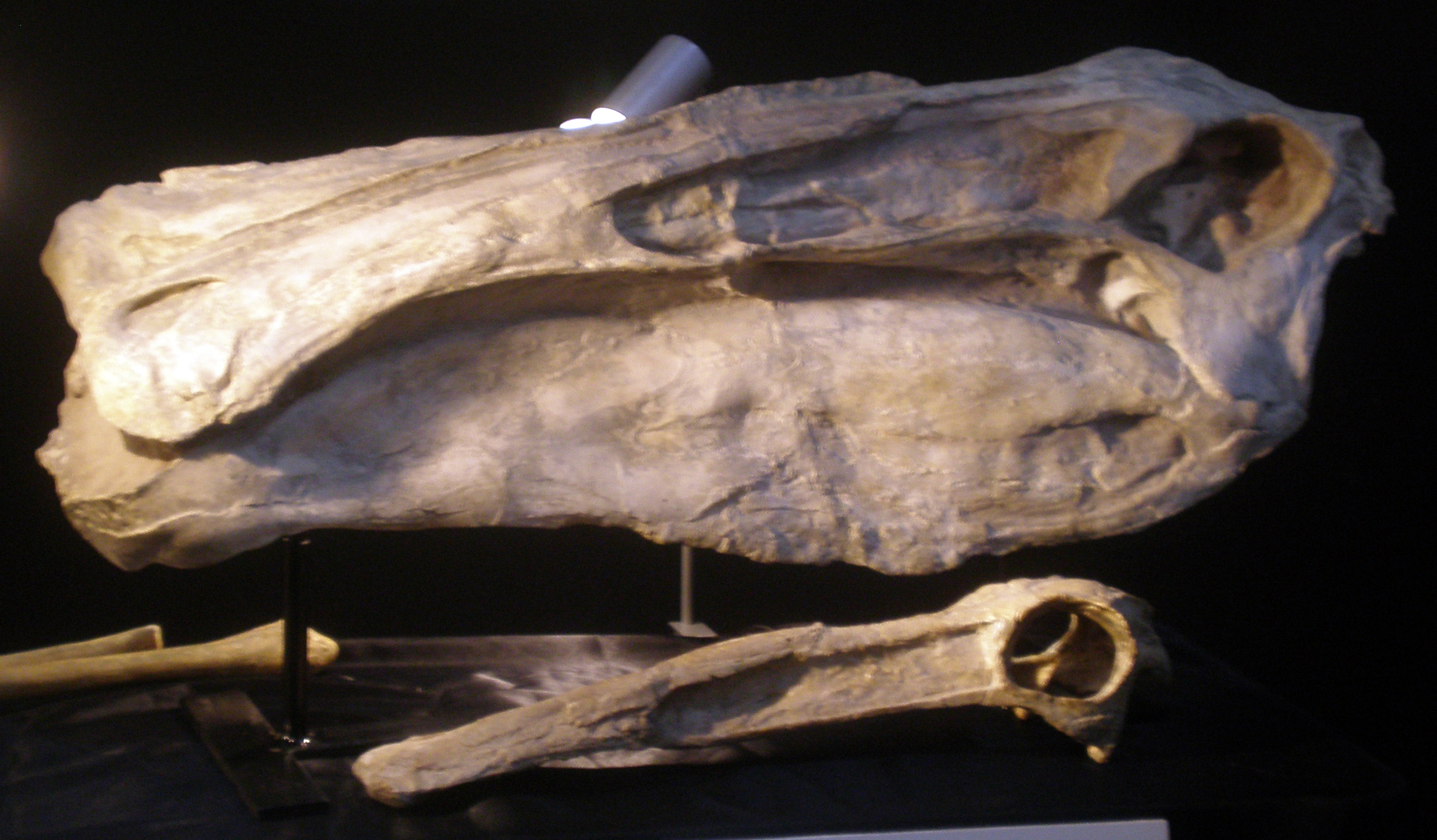
Cranio dell'esemplare MPC-D 100/127, in mostra a Monaco di Baviera

Dopo l'annuncio dei nuovi esemplari di Deinocheirus, iniziarono a circolare voci secondo cui un teschio saccheggiato era stato introdotto illegalmente in un museo europeo attraverso il mercato nero. Gli elementi saccheggiati furono individuati in una collezione privata europea dal commerciante di fossili francese François Escuillé, che nel 2011 ne parlò con il paleontologo belga Pascal Godefroit. Sospettando che i resti appartenessero a Deinocheirus, i due contattarono la squadra mongolo-coreana. Successivamente, Escuillé acquisì i fossili e li donò al Royal Belgian Institute of Natural Sciences. Il materiale recuperato consisteva in un teschio, una mano sinistra e dei piedi, che erano stati originariamente raccolti in Mongolia, venduti a un acquirente giapponese e poi rivenduti a un collezionista tedesco. Il team concluse che questi elementi appartenevano all'esemplare MPC-D 100/127, poiché il singolo osso del piede rimasto si inseriva perfettamente nel materiale recuperato, e sia l'osso sia la matrice corrispondevano per colore e composizione. Inoltre, le dimensioni dei fossili corrispondevano a quelle dell'esemplare, senza sovrapposizioni tra gli elementi scheletrici. Il 1° maggio 2014, i fossili furono rimpatriati in Mongolia da una delegazione del museo belga durante una cerimonia tenutasi presso l'Accademia delle Scienze della Mongolia. Lo scheletro riunito fu depositato presso il Museo Centrale dei Dinosauri Mongoli a Ulan Bator, accanto a uno scheletro di Tarbosaurus, anch'esso recuperato dopo un'esportazione illegale. Il paleontologo americano Thomas R. Holtz dichiarò in un'intervista che il nuovo Deinocheirus sembrava "il prodotto di una relazione amorosa segreta tra un hadrosauro e un Gallimimus".
Combinando i resti dei due nuovi esemplari, è stato possibile ricostruire quasi l'intero scheletro di Deinocheirus. L'esemplare MPC-D 100/127 comprendeva gran parte del materiale scheletrico, eccetto le vertebre dorsali centrali, la maggior parte delle vertebre caudali e la zampa anteriore destra. L'esemplare MPC-D 100/128 completava le lacune del primo scheletro, includendo quasi tutte le vertebre dorsali e caudali, l'ileo, un ischio parziale e gran parte degli arti posteriori sinistri. Nel 2014, entrambi gli esemplari furono descritti in un articolo pubblicato su Nature da Lee, Barsbold, Currie, Yoshitsugu Kobayashi, Hang-Jae Lee, Godefroit, Escuillié e Tsogtbaatar Chinzorig. Curiosamente, una serie di eventi simile fu riportata all'inizio del 2014 con Spinosaurus, un altro teropode dotato di vela, noto precedentemente solo da pochi resti risalenti al 1912. Anche in questo caso, resti frammentari furono integrati con esemplari successivamente recuperati, rivelando che lo Spinosaurus era molto diverso dagli altri spinosauridi. Questi due casi hanno dimostrato che lo stile di vita e l'aspetto di animali estinti, noti solo da resti incompleti, non possono sempre essere dedotti con sicurezza basandosi sui parenti stretti. Entro il 2017, il governo mongolo aveva intensificato gli sforzi per sequestrare fossili trafugati e rimpatriarli, poiché la provenienza dei resti era diventata una questione sia scientifica sia politica. In questo contesto, uno studio ha testato la possibilità di identificare i fossili utilizzando metodi geochimici, prendendo come esempi Deinocheirus e altri dinosauri della Formazione Nemegt.

## Paleobiologia
Gli artigli smussati e corti del Deinocheirus erano molto simili a quelli del therizinosauro Alxasaurus, suggerendo che le lunghe braccia e i robusti artigli dell'animale fossero principalmente utilizzati per scavare e raccogliere piante. Gli artigli smussati dei piedi, inoltre, avrebbero aiutato l'animale a non sprofondare nei terreni molli e fangosi. I suoi robusti arti posteriori e la caratteristica struttura della regione dell'anca indicano che il Deinocheirus si muoveva piuttosto lentamente, a differenza degli altri ornithomimosauri. Tuttavia, le sue imponenti dimensioni rappresentavano già di per sé un ottimo deterrente contro i predatori, come il Tarbosaurus. La gobba dorsale e il possibile ventaglio di piume alla fine della coda erano probabilmente utilizzati come display sessuale, sia per attrarre i partner sia per comunicare. Gli anelli sclerotici degli occhi, relativamente piccoli rispetto alla lunghezza del cranio, suggeriscono che Deinocheirus fosse un animale diurno, attivo principalmente durante il giorno. Le mani del Deinocheirus avevano una discreta mobilità rispetto al braccio inferiore, ma erano in grado solo di movimenti di flessione limitati e incapaci di chiudersi per afferrare oggetti.
Il cervello del Deinocheirus è stato ricostruito tramite una scansione TC e presentato alla conferenza del 2014 della Società di Paleontologia dei Vertebrati. Era di forma globosa, simile a quello degli uccelli e dei teropodi troodontidi. Il telencefalo risultava espanso, come nella maggior parte dei teropodi, e i bulbi olfattivi erano relativamente grandi. Tuttavia, il cervello era proporzionalmente piccolo e compatto, con un quoziente di encefalizzazione rettile (rapporto cervello-corpo) stimato a 0,69, un valore piuttosto basso per i teropodi, simile a quello dei sauropodi. Altri ornithomimosauri presentano un cervello proporzionalmente più grande, e ciò suggerisce che il piccolo cervello del Deinocheirus fosse in linea con il suo comportamento sociale meno complesso e la sua dieta. Inoltre, la sua coordinazione e il suo equilibrio non erano così cruciali come per i teropodi carnivori, più agili e predatori. Uno studio sulla microstruttura ossea, presentato al 13º Meeting Annuale dell'Associazione Europea dei Paleontologi dei Vertebrati nel 2015, ha evidenziato che il Deinocheirus probabilmente aveva un alto tasso metabolico e cresceva rapidamente prima di raggiungere la maturità sessuale.

### Dieta

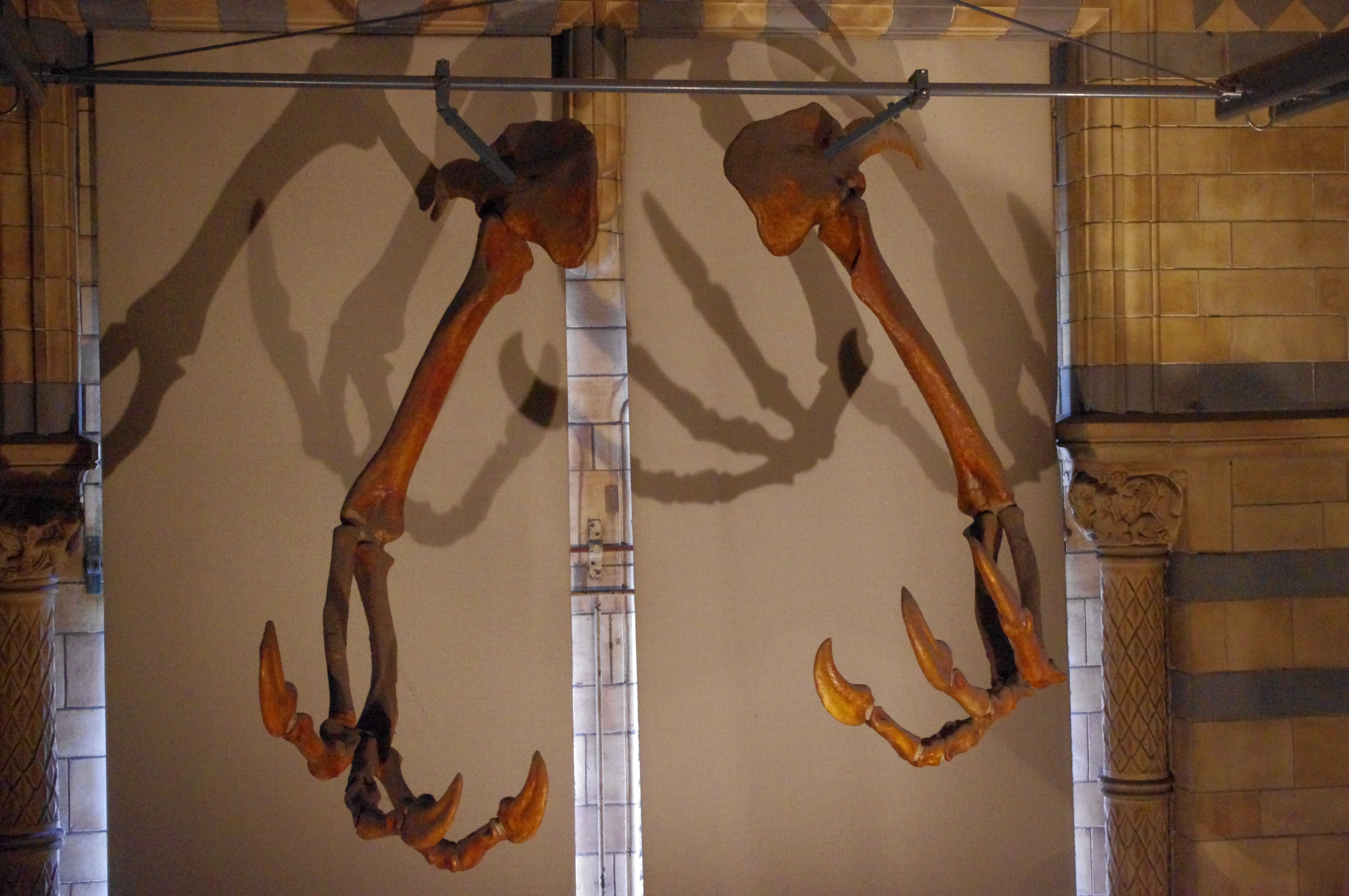
Ricostruzione dell'olotipo di D. mirificus, al Museo di Storia Naturale di Londra

La particolare conformazione del cranio del Deinocheirus suggerisce che avesse una dieta più specializzata rispetto agli altri ornithomimosauri. Il suo becco, simile a quello delle anatre, indica che l'animale potrebbe essersi nutrito sia in acqua, raccogliendo piante acquatiche, sia di vegetazione terrestre, come alcuni sauropodi e hadrosauri. I punti di attacco per i muscoli responsabili dell'apertura e chiusura delle mascelle erano proporzionalmente molto piccoli rispetto alle dimensioni del cranio, suggerendo che il Deinocheirus avesse un morso relativamente debole. Questo implica che il cranio fosse probabilmente adattato per tagliare le tenere fibre delle piante acquatiche piuttosto che per masticare materiali più resistenti. La profondità della mascella inferiore indica la presenza di una grande lingua, che potrebbe aver aiutato l'animale a ingoiare il cibo raccolto dall'ampio becco, specialmente durante l'alimentazione in specchi d'acqua dolce.
Tra le costole e le gastralia dell'esemplare MPC-D 100/127 sono state rinvenute oltre 1400 gastroliti (pietre dello stomaco) di dimensioni variabili tra 8 e 87 millimetri. Il rapporto tra la massa totale dei gastroliti e il peso dell'animale, pari a 0,0022, supporta l'ipotesi che queste pietre aiutassero animali privi di denti, come il Deinocheirus, a macinare il cibo ingerito. Caratteristiche come la presenza di un becco e una mascella inferiore a forma di U rovesciata suggeriscono che il Deinocheirus fosse un erbivoro facoltativo, un comportamento spesso riscontrato tra i teropodi coelurosauri. Tuttavia, tra i gastroliti sono state trovate anche vertebre e squame di pesce, il che indica che l'animale fosse probabilmente un onnivoro. È generalmente accettato che gli ornithomimosauri si nutrissero sia di piante sia di piccoli animali, adattandosi opportunisticamente alle risorse disponibili.

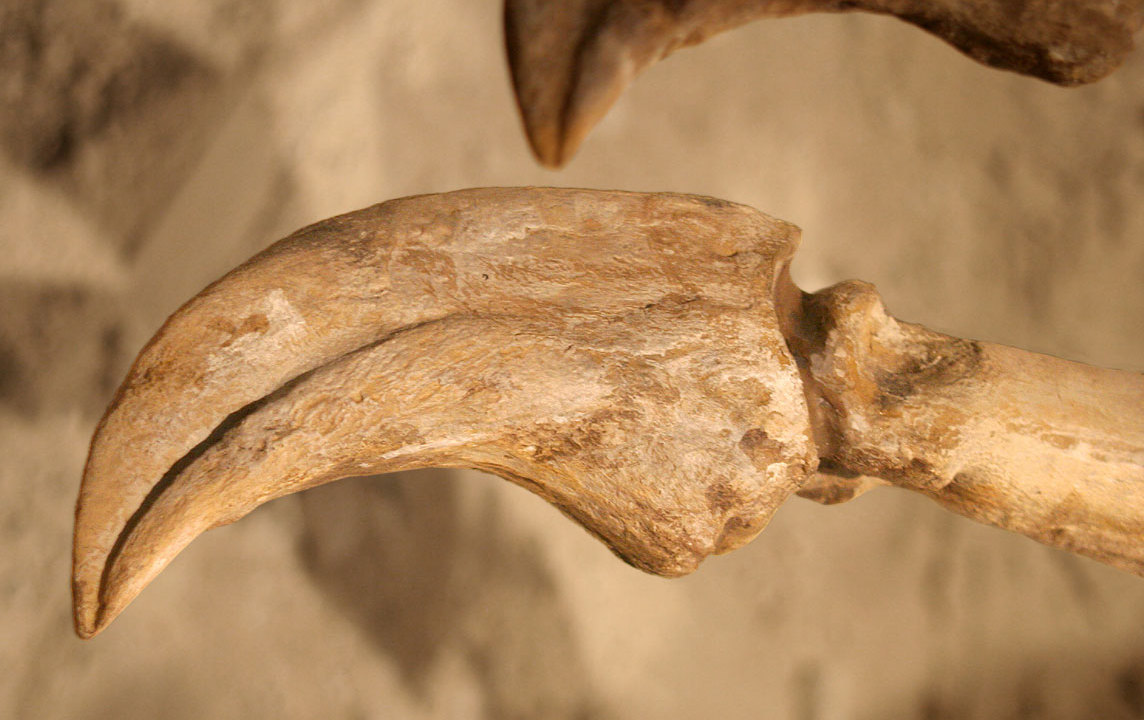
Artiglio di D. mirificus in Giappone, in dettaglio la sua forma smussata e ricurva

Prima della scoperta di scheletri più completi, i paleontologi ipotizzarono una varietà di comportamenti e diete per il Deinocheirus. I primi studi lo descrivevano generalmente come un carnivoro simile ad Allosaurus, che utilizzava le sue lunghe zampe anteriori per sventrare le prede. Nella descrizione originale, Osmólska e Roniewicz avevano osservato che le mani del Deinocheirus non erano adatte ad afferrare, ma potevano essere usate per squarciare le prede. Nel 1970, il paleontologo russo Anatoly Konstantinovich Rozhdestvensky paragonò gli arti anteriori del Deinocheirus a quelli dei bradipi, ipotizzando che fosse un dinosauro arboricolo, che si nutriva di piante, uova o piccoli animali trovati tra i rami. Nel 1988, Gregory S. Paul suggerì invece che gli artigli fossero troppo smussati per essere usati a scopi predatori, ma potessero costituire una buona arma difensiva. Nel 2010, Phil Senter e James H. Robins, tentando di determinare le nicchie ecologiche del Deinocheirus e del Therizinosaurus, conclusero che il Deinocheirus aveva il più ampio spettro di movimenti verticali tra gli erbivori della Formazione Nemegt, grazie alla sua altezza al bacino. Queste caratteristiche lo avrebbero reso specializzato nel nutrirsi di fogliame alto. Nel 2017, fu inoltre ipotizzato che gli artigli del Deinocheirus si fossero adattati per estrarre grandi quantità di piante erbacee dall'acqua, contribuendo a ridurre la resistenza con l'acqua durante l'alimentazione.

### Paleopatologia
Osmólska e Roniewicz hanno riferito che l'esemplare olotipico di Deinocheirus presenta fori, scanalature e tubercoli anomali sulla prima e sulla seconda falange del secondo dito sinistro. Queste caratteristiche potrebbero essere il risultato di ferite all'articolazione tra le due ossa, che avrebbero causato cambiamenti nella disposizione dei legamenti muscolari. Inoltre, i due coracoidi dell'olotipo mostrano uno sviluppo asimmetrico. Nell'esemplare MPC-D 100/127 è stata osservata una costola con un trauma guarito che ha rimodellato l'osso. Nel 2012, sono stati inoltre riportati segni di morsi su due gastralie dell'olotipo. Le dimensioni e la forma di questi segni corrispondono ai denti di Tarbosaurus, il più grande predatore conosciuto della Formazione Nemegt. Vari tipi di tracce di alimentazione sono stati identificati, inclusi perforazioni, sgorbie, striature, frammenti di denti e combinazioni di queste tracce. I segni dei morsi indicano probabilmente un comportamento alimentare piuttosto che aggressione tra specie. Il fatto che i segni siano concentrati solo sulle gastralie suggerisce che il predatore si sia focalizzato sugli organi interni del Deinocheirus. Segni di morsi attribuiti a Tarbosaurus sono stati trovati anche su fossili di hadrosauri e sauropodi, ma tracce di alimentazione di teropodi su ossa di altri teropodi sono estremamente rare nella documentazione fossile.

## Paleoecologia

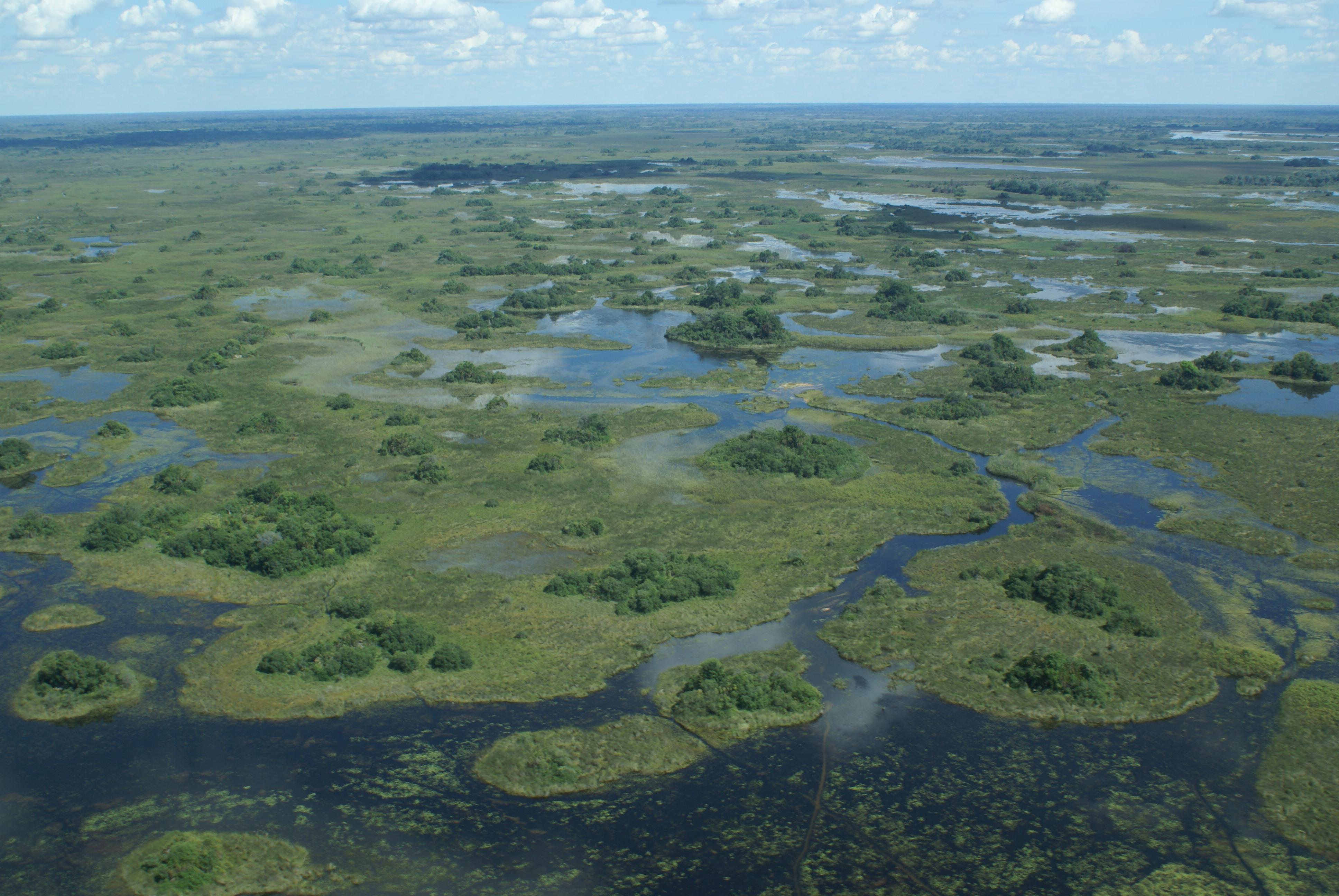
Il Delta dell'Okavango, presenta un habitat simile a quello in cui viveva il Deinocheirus

I tre esemplari noti di Deinocheirus sono stati recuperati dalla Formazione Nemegt, situata nel deserto del Gobi, nella Mongolia meridionale. Sebbene questa formazione geologica non sia mai stata datata radiometricamente, la fauna rinvenuta nei reperti fossili suggerisce che si sia depositata durante la fase iniziale del Maastrichtiano, alla fine del Cretaceo superiore, circa 70 milioni di anni fa. Le caratteristiche delle rocce della formazione indicano la presenza di corsi d'acqua e canali fluviali, distese fangose e laghi poco profondi. I grandi canali fluviali e i depositi sedimentari testimoniano un clima molto più umido rispetto a quello delle più antiche formazioni di Barun Goyot e Djadochta. Tuttavia, la presenza di depositi di caliche indica che si verificavano anche periodi di siccità. I sedimenti della Formazione Nemegt furono trasportati e depositati da fiumi che attraversavano canali e piane alluvionali.

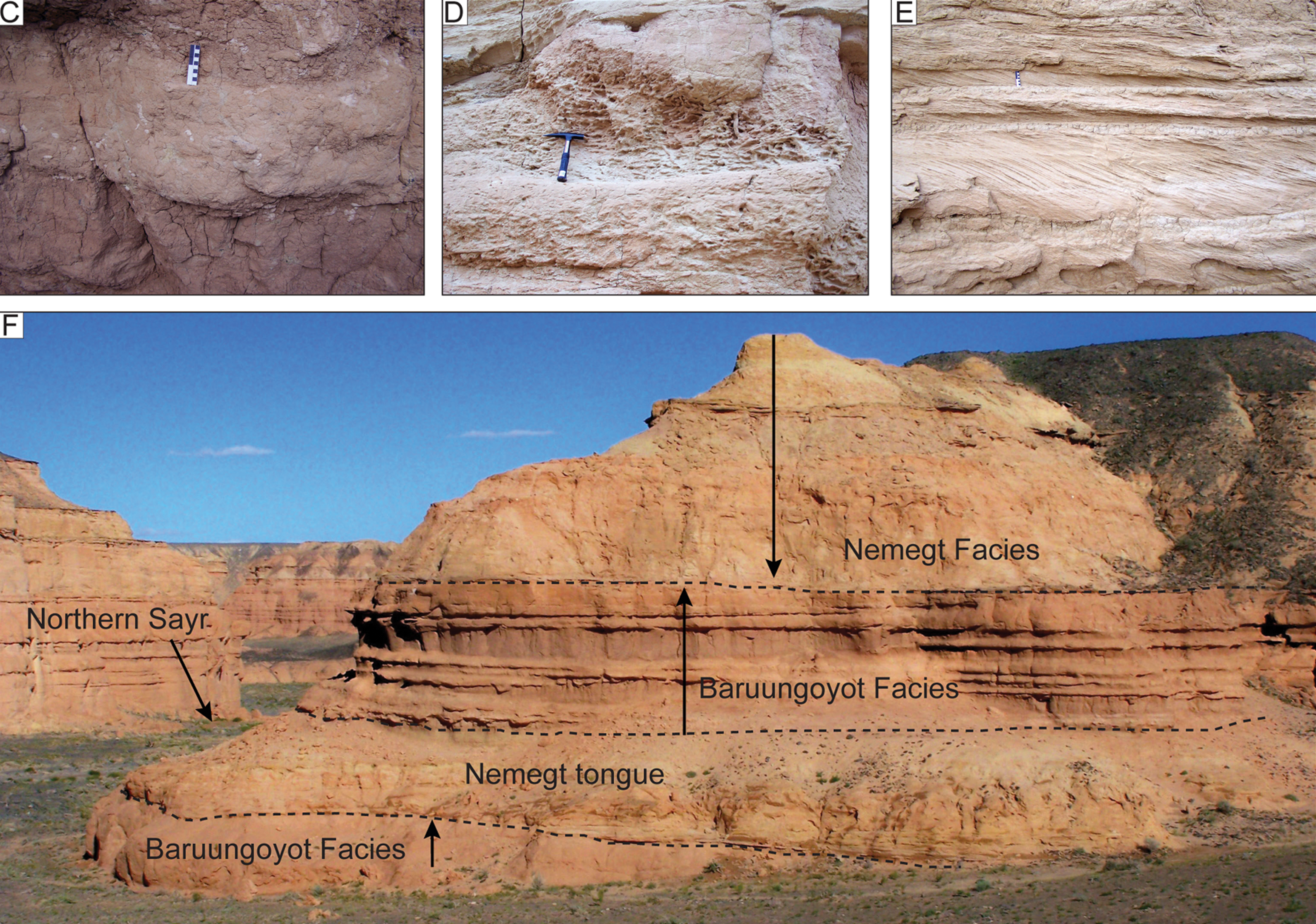
Affioramenti della Formazione Nemegt entro cui si ritrovano i resti fossili di Deinocheirus

Si ritiene che il Deinocheirus fosse una presenza piuttosto comune all'interno della Formazione Nemegt, poiché i tre esemplari ritrovati si trovavano a una distanza di circa 50 km l'uno dall'altro. I sistemi fluviali della formazione offrivano un ambiente ideale per le sue abitudini onnivore. Questo ecosistema è stato paragonato all'odierno Delta dell'Okavango, in Botswana. All'interno di questo habitat, il Deinocheirus si sarebbe nutrito sia di piante sia di piccoli animali, inclusi pesci. Competeva per il cibo con altri grandi dinosauri erbivori, come il therizinosauro dal collo lungo Therizinosaurus, diversi sauropodi titanosauri e l'hadrosauro Saurolophus. Tuttavia, grazie alla posizione elevata delle anche, ai lunghi arti e al collo allungato, il Deinocheirus poteva raggiungere i fogliami più alti, evitando in parte la competizione diretta. La scoperta di Deinocheirus, Therizinosaurus e Gigantoraptor dimostra come tre gruppi di teropodi erbivori (ornithomimosauri, therizinosauri e oviraptorosauri) abbiano raggiunto indipendentemente le loro dimensioni massime nel Cretaceo superiore dell'Asia.
Gli habitat fluviali della Formazione Nemegt, dove viveva il Deinocheirus, ospitavano una vasta gamma di organismi. Tra i fossili ritrovati figurano occasionalmente molluschi e una grande varietà di animali acquatici, come pesci e tartarughe. I crocodylomorfi del Nemegt includevano diverse specie del genere Shamosuchus. I fossili di mammiferi sono rari nella formazione, ma vi sono numerosi uccelli, tra cui l'enantiornithine Gurilynia, gli hesperornithiformi Judinornis e Brodavis, e il possibile anseriforme Teviornis. Tra i dinosauri erbivori della formazione si trovano gli ankylosauri Tarchia e Saichania, il pachycephalosouro Prenocephale, gli hadrosauridi Saurolophus e Barsboldia, e il sauropode Nemegtosaurus. Tra i teropodi predatori che convissero con il Deinocheirus vi erano i tirannosauroidi Tarbosaurus, Alioramus e Bagaraatan, e i troodontidi Borogovia, Tochisaurus e Saurornithoides. Altri gruppi di teropodi onnivori e/o erbivori includevano il therizinosauro Therizinosaurus, gli oviraptorosauri Elmisaurus, Nemegtomaia e Rinchenia, e gli ornithomimosauri Anserimimus e Gallimimus.

## Nella cultura di massa
Il Deinocheirus ha ottenuto una certa notorietà nei media cinematografici e videoludici solo nel 2022. Uno dei primi prodotti a metterlo in evidenza è stato il documentario Il Pianeta Preistorico, che ha contribuito a diffondere la sua fama. Nel documentario, il Deinocheirus è rappresentato in un ambiente paludoso mentre si nutre di alghe. La scena mostra l'animale infastidito da alcune mosche, che gli causano prurito: per alleviarlo, utilizza i suoi lunghi artigli per grattarsi le braccia e le spalle, mentre per grattarsi la schiena sfrutta il tronco di un albero morto.
Il Deinocheirus è stato successivamente aggiunto come parte di un DLC per Jurassic World Evolution 2 (2021), dedicato ai dinosauri piumati. Nel gioco, è il secondo dinosauro onnivoro disponibile, dopo l'Oviraptor.